# مسجد نصیرالملک

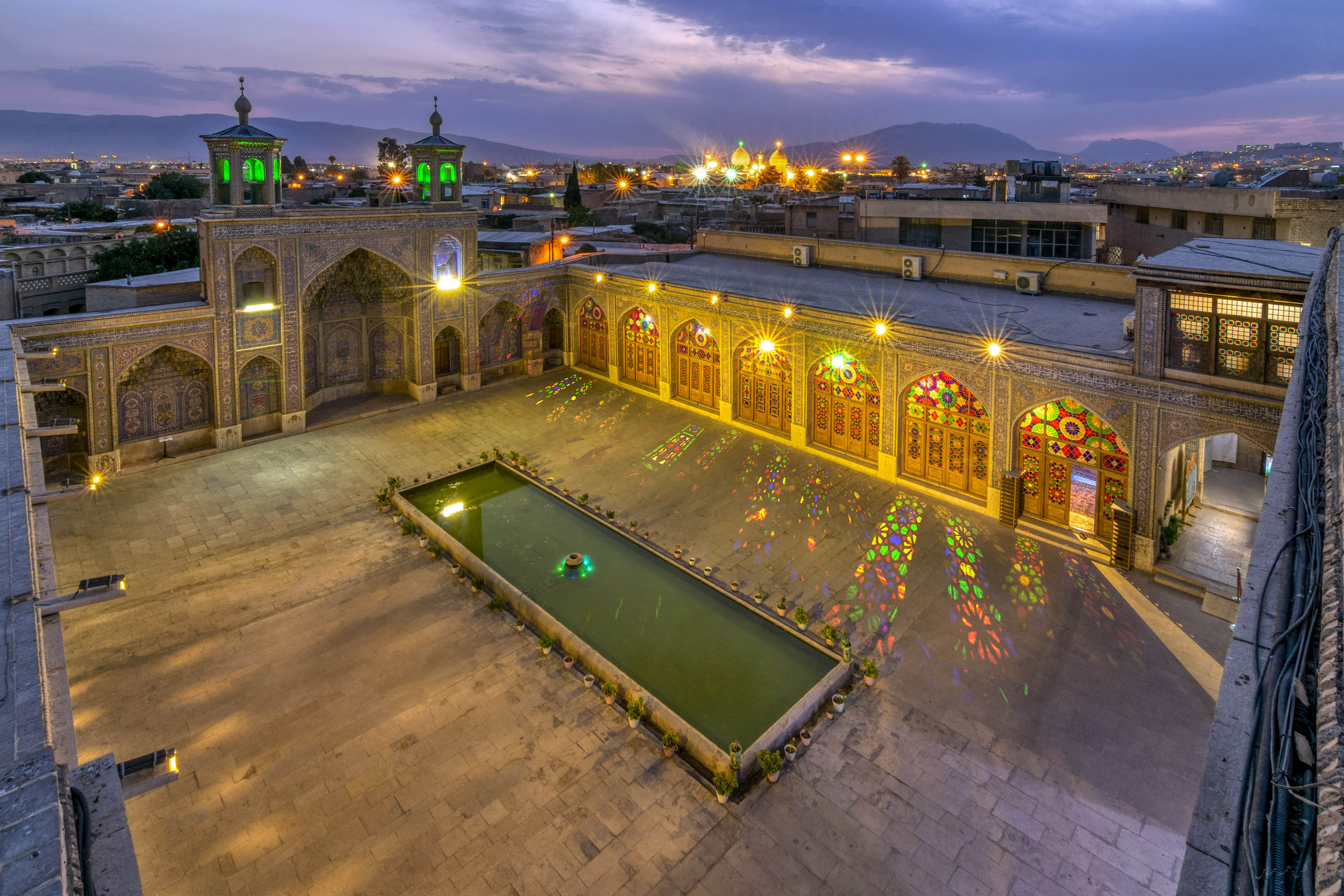
نمایی از حیاط مسجد نصیرالملک

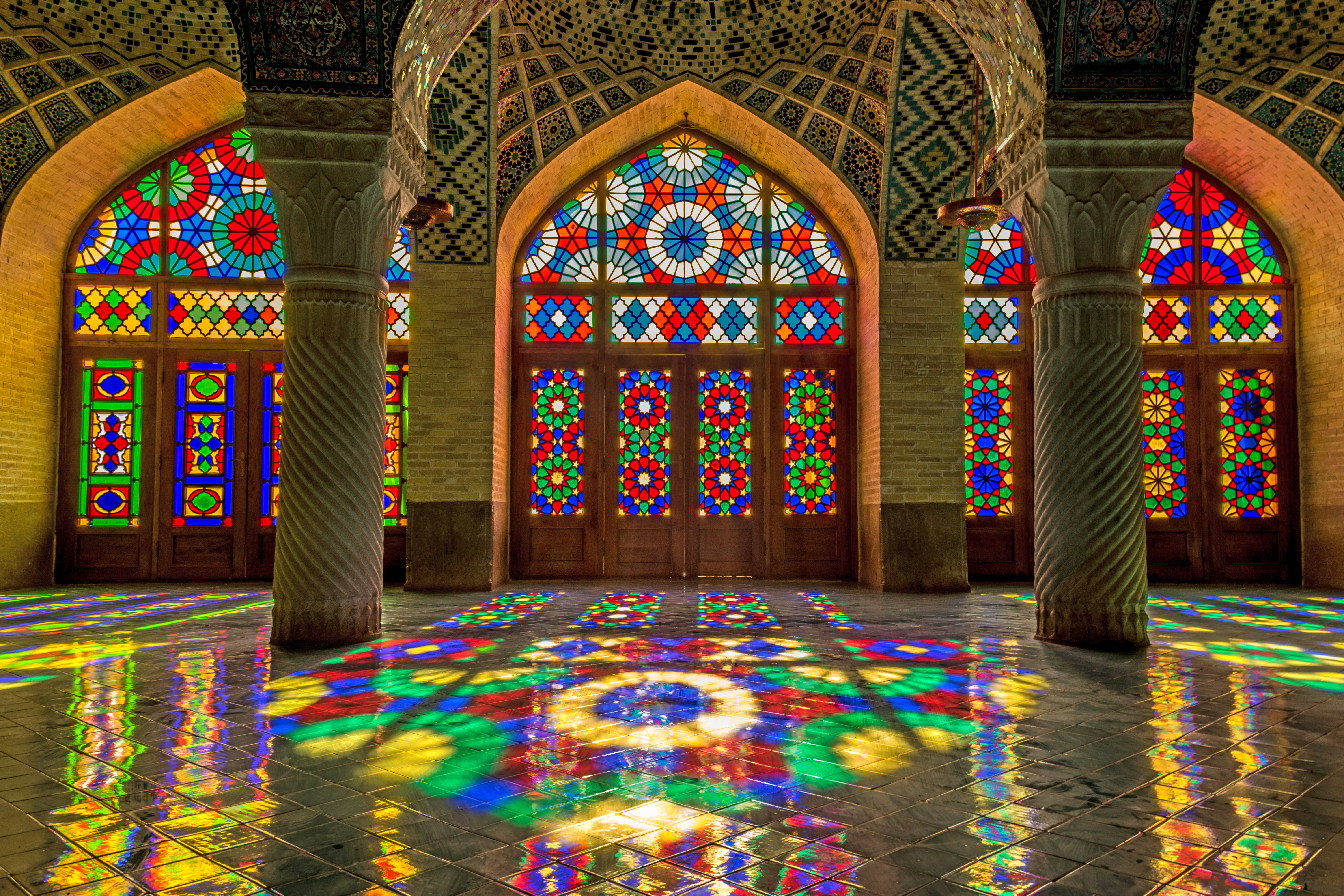
شبستان مسجد

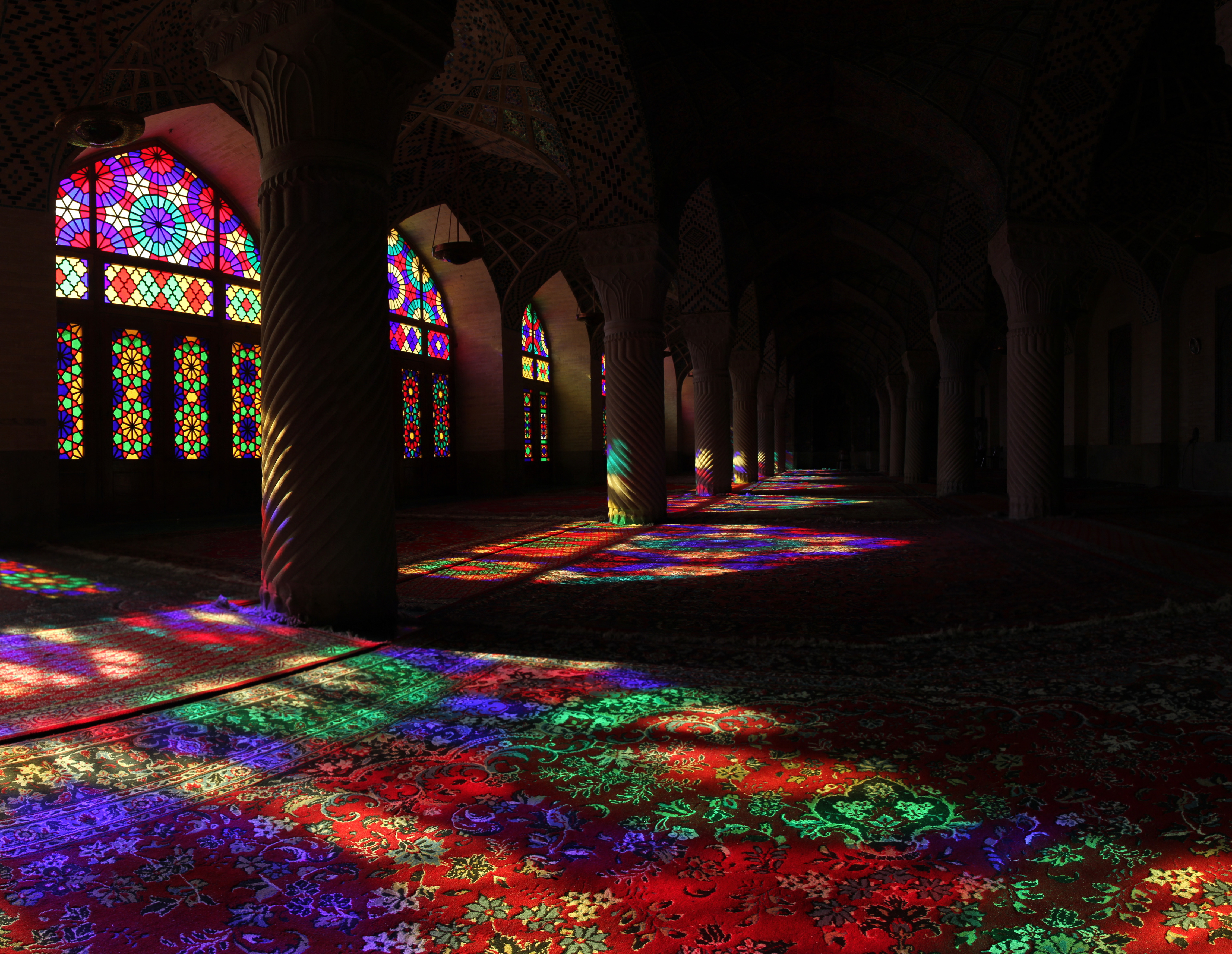
شبستان مسجد

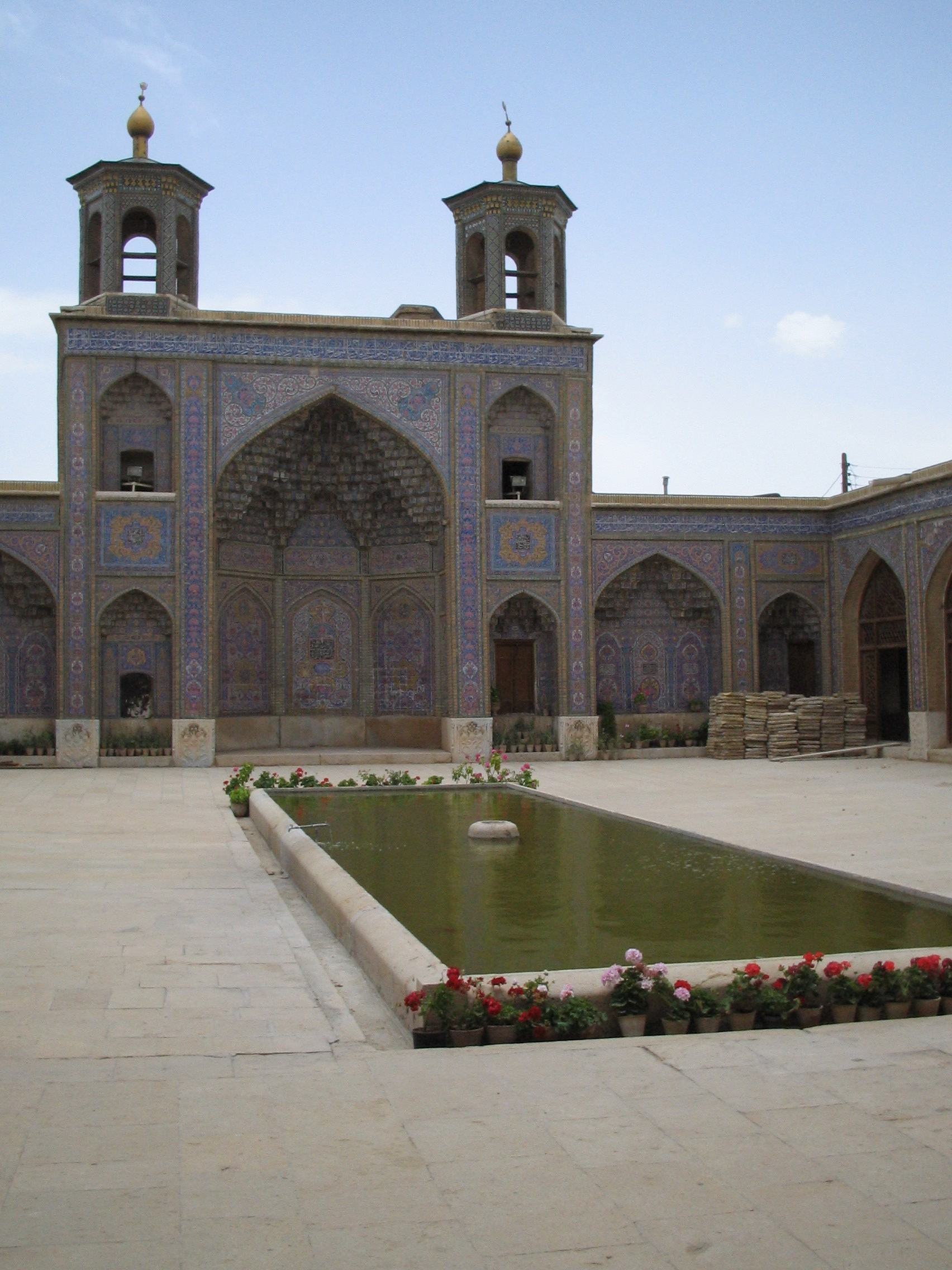
نمایی از ایوان جنوبی همراه با حیاط و حوض سنگی

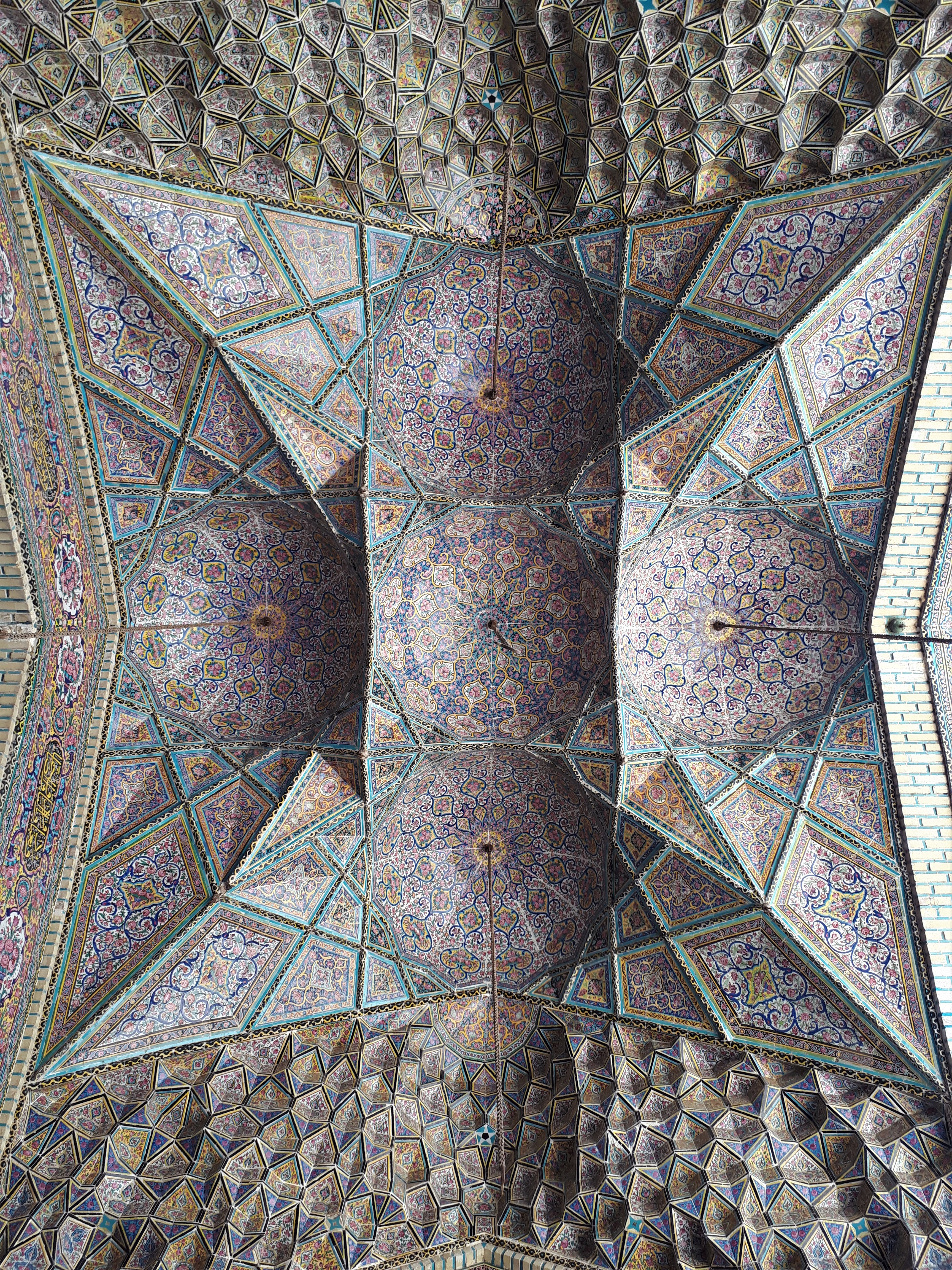
سقف مسجد نصیرالملک

مسجد نصیرالملک یا مسجد صورتی یکی از مساجد قدیمی شیراز است. این مسجد در محله گود عربان که در قدیم به محله اسحق بیگ معروف بوده واقع در جنوب خیابان لطفعلی‌خان زند و در نزدیکی حرم شاه‌چراغ و در تاریخ ۱۲۹۴ ه‍.ق آغاز و در تاریخ ۱۳۰۵ ه‍.ق به پایان رسانید که به هزینه شخصی میرزا حسنعلی نصیرالملک شیرازی و معماری میرزا رضا کاشی گر و حاج محمد حسن معمار ساخته شده است. این اثر در تاریخ ۳۰ خرداد ۱۳۵۸ ه‍.ش با شمارهٔ ثبت ۳۹۶ به‌عنوان یکی از آثار ملی ایران به ثبت رسیده است. درست در روبروی مسجد نصیرالملک کوچهٔ نصیرنظام قرار دارد که به گذر نصیرنظام معروف است. نصیرنظام از سرداران نظامی دوران قاجار می‌باشد که در این گذر سکونت داشته و گاهیً خانهٔ نصیرنظام را با مسجد نصیرالملک اشتباه می‌گیرند.

## تاریخچه
این بنا به دستور علی ملاباشی ملقب به نصیرالملک، که از سلسله ملاباشیون بود، ساخته شد. معماری آن کار محمد حسن معمار بوده است. ساخت آن حدود ۱۲ سال و از سال ۱۲۵۵ تا ۱۲۶۷ خورشیدی به طول انجامیده است. مرمت و حفظ و نگهداری این بنا با رعایت استانداردهای بین‌المللی مرمت آثار تاریخی از سال‌ها پیش توسط موقوفه نصیرالملک به تولیت محمود قوام آغاز شده و همچنان ادامه دارد.

## توصیف بنا
مسجد نصیرالملک از دیدگاه کاشی کاری از ارزنده‌ترین مساجد ایران و از دیدگاه ساختمان‌سازی به ویژه مقرنس بی‌مانند است مساحت آن ۲۸۹۰ متر مربع و زیربنای آن ۲۲۱۶ متر مربع است. در کاشی‌های آن بسیار از رنگ صورتی استفاده شده و نه تنها شبستان بلکه همه مسجد سرشار از رنگ صورتی است که استفاده این رنگ کاشی در مساجد تاریخی ایران مرسوم نبوده است، از این رو آن را مسجد صورتی ایران نیز می‌گویند. مسجد یک سر در ورودی دارد و دو ورودی دیگر آن به کوچهٔ جنوبی و مسجد و به امامزادهٔ جنب آن مرتبط است. ورودی اصلی مسجد از کاشی هفت رنگ با تزئینات فراوانی از گل سرخ گل زنبق شیراز است. این سردر دارای دو جرز است و هر جرز به سه قسمت تقسیم شده و در بالای آن یک تابلو با کاشی هفت رنگی قرار دارد سردر با یک فرورفتگی قرار دارد در چوبی مسجد دارای قابی سنگی با تزئینات اسلیمی و سنگ یکپارچه بزرگ است و روی آن یک قوس پنج او هفت به کار رفته در بالای قاب سنگی یک کتیبهٔ کوچک که سنگی با شعر شوریده شیرازی و تاریخ ساخت آن با خط نستعلیق آمده است. از ورودی اصلی مسجد وارد هشتی می‌شویم که با یک پیچ ۹۰ درجه در سمت چپ به راهرویی می‌رسد که به حیاط مسجد وصل می‌شود این هشتی با آجر ساخته شده و تنها به قرینه در ورودی تابلوی از کاشی نصب گردید که در پایین این تابلو شعر معروف سعدی و نام معماران آماده است. حیاط این مسجد به شکل چهار گوش است که در میان آن یک حوض به طول و عرض ۴/۵ _۱۶/۵ متر در مقابل ایوان مسجد احداث شده و دور تا دور ایم مسجد با کاشی هفت‌رنگ تزیین شده. این مسجد دارای دو ایوان است ایوان شمالی که با ارتفاع هشت متر ساخته شده و ایوان جنوبی که فاقد کاربری خاصی می‌باشد به منظور قرینه‌سازی با ایوان شمالی ایجاد شده. طاق نمای سمت ایوان جنوبی به علت وجود دو در که یکی به داخل اتاق کوچک ایجاد شده و دیگری به گلدسته‌ها راه دارد تقارن خود را از دست داده‌اند.
این مسجد دو شبستان دارد یکی در غرب و دیگری در شرق شبستان شرقی یک شبستان زمستانی بوده که به سمت قبله است همچنین در هوای بسیار گرم تابستان می‌بایست مورد استفاده قرار می‌گرفت که جهت جلوگیری از تابش مستقیم نور آفتاب و گرم شدن شبستان طراحی شده است. در پشت این شبستان دری است که به چاه بزرگی باز می‌شود که به ان گاو چاه می‌گویند این قسمت محل نگهداری حیوان آبکش هدایت گردیده است. شبستان غربی یکی از زیباترین شبستان‌های مساجد ایران است که با تزئینات کاشی و آجر با نقاشی‌هایی از گل سرخ کار شده بود اما تعمیراتی در حدود ۷۰ سال قبل روی ان انجام شده بود که کاشی فیروزه‌ای روی ان را پوشاند. ستون‌های مسجد نصیرالملک یکی از زیباترین ستون‌های اماکن تاریخی شیراز است که با یک سری گلدان شروع می‌شود این شبستان دارای ستون ۶ تائی است که دو طاق چشمه پوشش سقف را نگه داشته پوشش‌ها از کاربندی ۲۲ است هفت طاق چشمه‌ای در بین دو ستون قرار دارد در انتهای این ردیف و چشم‌های کاشی کاری شده به محراب فوق‌العاده زیبا می‌رسیم. بدنه این مسجد عمدتاً اجر است اما معمار برای پرهیز از یکنواختی دیوار کاشی آورده است در شبستان غربی یک محراب بسیار زیبا با ایجاد یک فرورفتگی در بدنه چوبی شبستان ایجاد گردیده. مسجد نصیر الملک معماری ایران در زمان قاجار است که مانند یک نگین می‌درخشد که بعد از ان معماری مذهبی دچار افول شد.
تمام سقف، داخل و بیرون آن کاشی کاری رنگارنگ شده است و بر روی آن آیات قرآنی نوشته شده است در سمت جنوب طاقی وجود دارد که ارتفاعش کمتر از طاق مروارید است و تمام سطح بیرونی و داخلی آن کاشی‌کاری شده و سقف آن مانند طاق شمالی مقرنس‌کاری گشته است در پایان نام محمد حسن معمار و محمدرضا کاشی پز که از معماران و سازندگان بنا بوده‌اند و نیز تاریخ شروع آن در ۱۲۹۳ ه‍. ق؛ و اتمام آن در ۱۳۰۵ ه‍.ق ذکر شده است. مسجد دارای صحن وسیعی می‌باشد که در سمت شمال مسجد قرار گرفته است. در ورودی دارای طاق نمایی بزرگ است، که سقف آن با کاشیهای رنگارنگ مزین گشته است. درهای ورودی این مسجد، دو در بزرگ چوبی است که در بالای آن بر روی سنگ مرمر شعری از شوریده شیرازی به مناسبت سازنده مسجد و سال اتمام آن نوشته شده است. مسجد دارای دو شبستان شرقی و غربی است. شبستان غربی که پوشش آجری دارد و بیشتر بروی آن کار شده و زیباتر است، طاق این شبستان بر روی ستون‌ها سنگی و با طرح مارپیچ بر روی آن در دو ردیف شش‌تایی و به تعداد دوازده عدد به نیت «دوازده امام» قرار گرفته است و همچنین این شبستان دارای هفت درگاه که آن را به صحن مسجد مرتبط می‌کند، با هفت در چوبی با شیشه‌های رنگارنگ می‌باشد. مهارت استاد حاج میرزا آیت در ساخت این در و پنجره‌های رنگین بی بدیل است. سنگ‌تراشی و تزیین این شبستان الهام گرفته شده از مسجد وکیل شیراز است. طاق و دیوارهای این شبستان با کاشی کاری‌های زیبا تزیین شده است. کف آن با کاشی‌های فیروزه‌ای و سقف آن با نقش گل و بوته و آیات قرآنی مزین گشته است. این شبستان در واقع شبستان تابستانه محسوب می‌شود.
شبستان شرقی که به زیبایی شبستان غربی نیست، شبستان زمستانه به حساب می‌آید، دارای هفت ستون بدون طرح و ساده است و در یک ردیف در وسط قرار گرفته‌اند. در جلوی شبستان شرقی، ایوانی قرار گرفته که با هشت طاق نما از حیاط مجزا گشته است. در ان شبستان دری وجود دارد که به یک گاوچاه گشوده می‌شود. همچنین در این مکان یک حوضچه و یک دالان جهت تردد گاو اب کش از چاه نیز موجود است. هر دو شبستان بر خلاف معمول به خاطر جهت‌گیری ساختمان قبله در امتداد محور قبله واقع شده‌اند. در دالان شمالی سنگ نوشته‌ای وجود دارد که شعر زیر از سعدی بر روی آن حک شده است:
| غرض نقشی است کز ما بازماند |  | که هستی را نمی‌بینم بقایی |
| مگر صاحبدلی روزی به رحمت   |  | کند در حق استادان دعایی  |

مسجد دارای دو ایوان شمالی و جنوبی است که شبیه هم نیستند و ایوان شمالی زیباتر از ایوان جنوبی است. ایوان شمالی دارای سه نیم طاق در سه طرف است و از سمت چهارم به صحن راه دارد، همچنین این ایوان داری ۴ غرفه است و سقف میانی آن با مقرنس کاری و کاسه‌سازی پنج کاسه مزین گشته است. ایوان جنوبی نیز دارای دو گلدسته است و در حیاط آن نیز حوضی مستطیل شکل و سنگی با فواره وجود دارد.

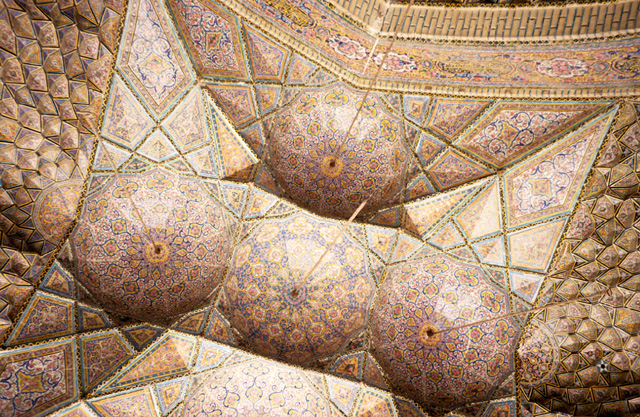
سقف پنج کاسه‌ای

در سمت شمالی مسجد، طاق‌نمایی به نام طاق مروارید وجود دارد، که تمام سقف، داخل و بیرون آن کاشی کاری رنگارنگ شده است و بر روی آن آیات قرآنی نوشته شده است و در دو طرف این طاق نما دو طاق کوچکتر نیز وجود دارد. در سمت جنوب نیز طاقی وجود دارد که ارتفاعش کمتر از طاق مروارید است و تمام سطح بیرونی و داخلی آن کاشی‌کاری شده و سقف آن نیز مانند طاق شمالی مقرنس‌کاری گشته است. بر روی آن نیز دو گلدسته وجود دارد که در ورودی این دو گلدسته دو طاق نمای کوچکتر در دو طرف طاق اصلی وجود دارد.

## کاربری
این مسجد اثرگذارترین پایگاه در فرهنگ و مکتب اسلامی است و با ورود اسلام به ایران و همچنین فارس نقش مسجدها پر رنگ شده و کاربری مذهبی داشته است.

## وضعیت موجود
مرمت و نگهداری این بنای باشکوه با رعایت استانداردهای بین‌المللی از سال‌ها پیش آغاز شده. مسجد دارای دو دوره تعمیرات می‌باشد یک دوره مربوط به خودرو در ۷۰ سال قبل که به جز تعمیر پوشش کف تعمیر دیگری نداشته. تعمیر دوم از سال ۱۳۷۰ آغاز و تا سال ۱۳۸۵ ادامه داشته است امروز هم تعمیراتی در مسجد در حال انجام شدن است هزینهٔ آن از درآمد موقوفات مسجد به وسیلهٔ ادارهٔ کل اوقاف و امور خیریه فارس هم‌اکنون نیز توسط موقوفه نصیرالملک تحت نظاره ادارهٔ بقای متبرکه و امور دینی فرهنگی ادارهٔ کل تأمین می‌شود. مرمت آثار تاریخی در بخش‌های گوناگون عبارتند: از مقاوم‌سازی پی ساختمان، ایجاد کانال دفع نم، مقاوم‌سازی و دوخت و دوز ترک‌ها، مقاوم‌سازی پوستهٔ اصلی ایوان شمالی، نوسازی‌های کانال‌های دفع آب، تعمیرات کامل بدنه داخلی.

## ایوان مسجد نصیرالملک
مسجد نصیر دارای دو ایوان در قسمت شمالی و جنوبی است که با هم قرینه نیستند. در جبهه شمالی مسجد ۴ غرفه در دو طرف ایوان دیده می‌شود این ایوان شمالی (شاه نشین) فرم کانه پوش است با مقرنس کاری زیبا سقف آن نیز دارای طرحی نو و ابتکاری است. در قسمت جنوبی ایوانی با دو گلدسته وجود دارد. در حیاط حوض سنگی مستطیل شکل و بزرگی وجود دارد که فواره‌های سنگی نیز در وسط ان است. در ضلع شمالی مسجد تاق بلندی مشهور به تاق مروارید قرار دارد که تمام بدنه و سطح بیرونی و درونی آن کاشی کاری هفت رنگ شده است. دو تاق نمای کوچک دیگر در دو سوی تاق مروارید قرار گرفته است. در ضلع جنوبی نیز تاق نمایی وجود دارد که تمام بدنه و سطح بیرونی و درونی آن کاشی‌کاری شده است.

## رواق مسجد نصیرالملک شیراز
معماران ایرانی انواع نیروهایی را که به بنا وارد می‌آید و بنا برای ایستایی خود در تقابل با آنها است. مثل نیروهای فشاری رانشی و خمشی (جان گداز) گویند چون قابل رویت نیست. اما به بخش‌هایی از بنا که در جهت مقابله و هدایت این نیروها به زمین ساخته می‌شود مثل کلاف‌ها تویزه‌ها و… که قابل رویت است (تن گداز) می‌گویند. در فرهنگ و ادبیات فارسی (جان و تن) نیز همین معنی را دارند. جان به معنی روح و قسمت نادیده هستی انسانی می‌باشد.

## نگارخانه

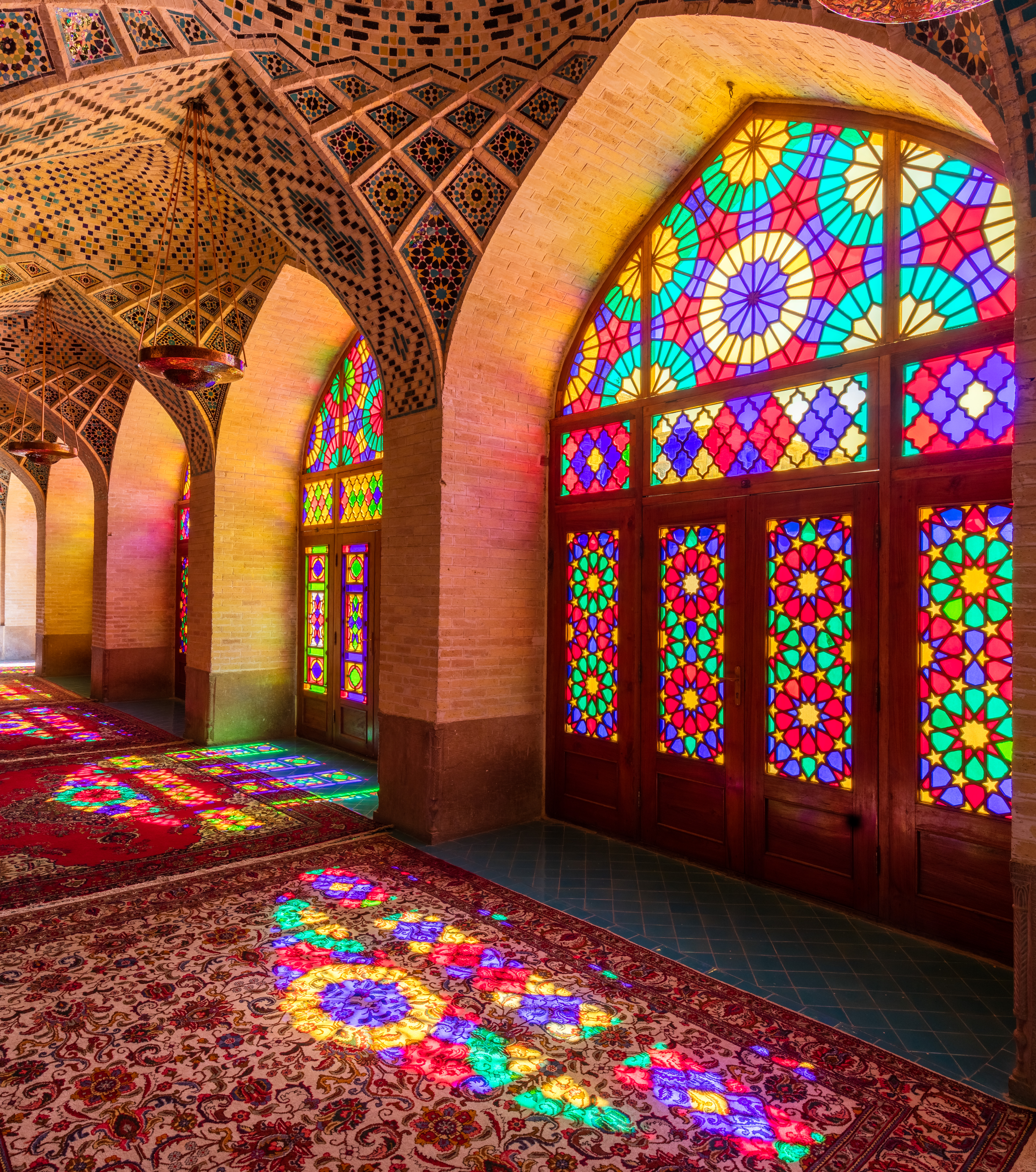
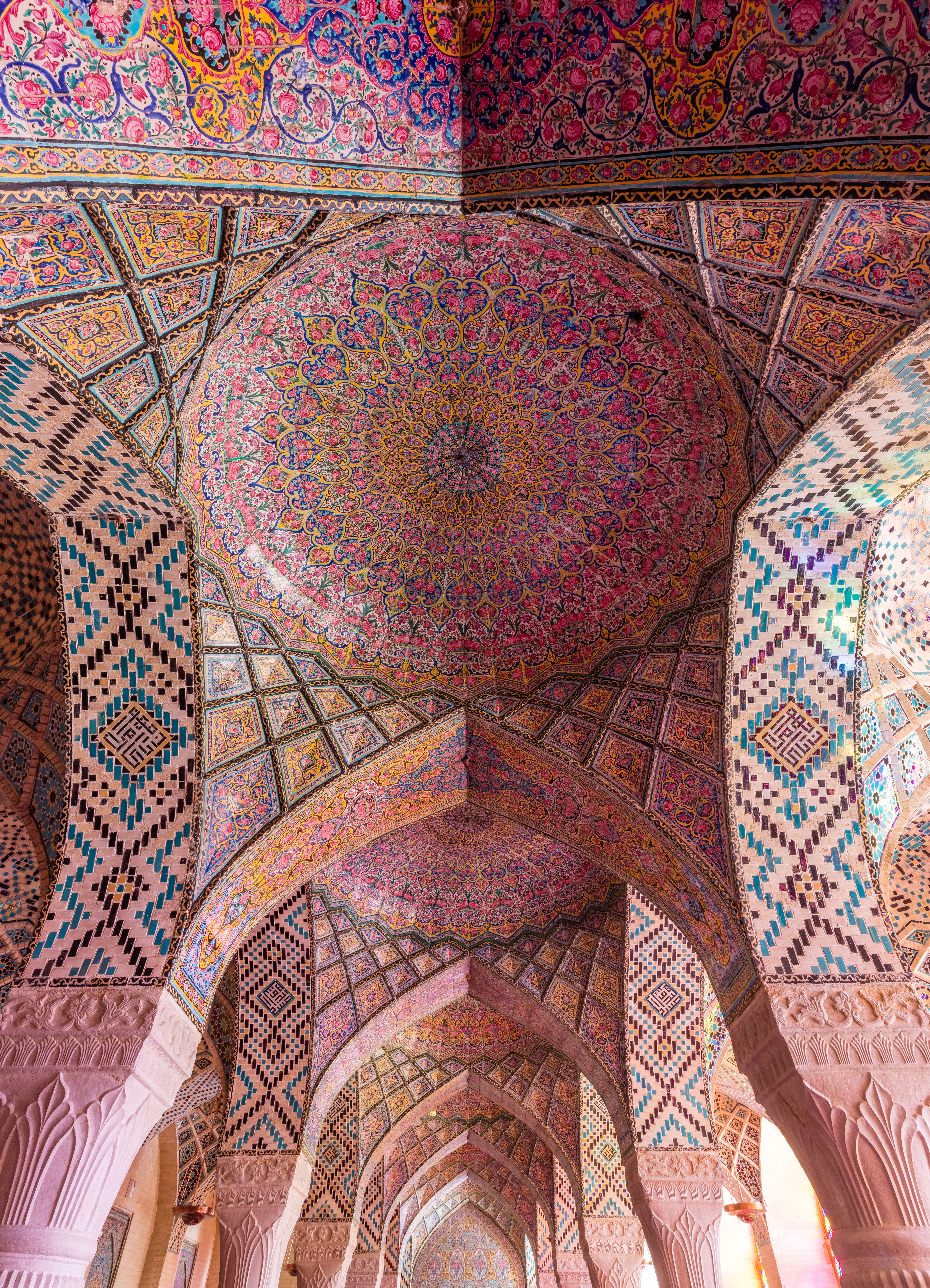
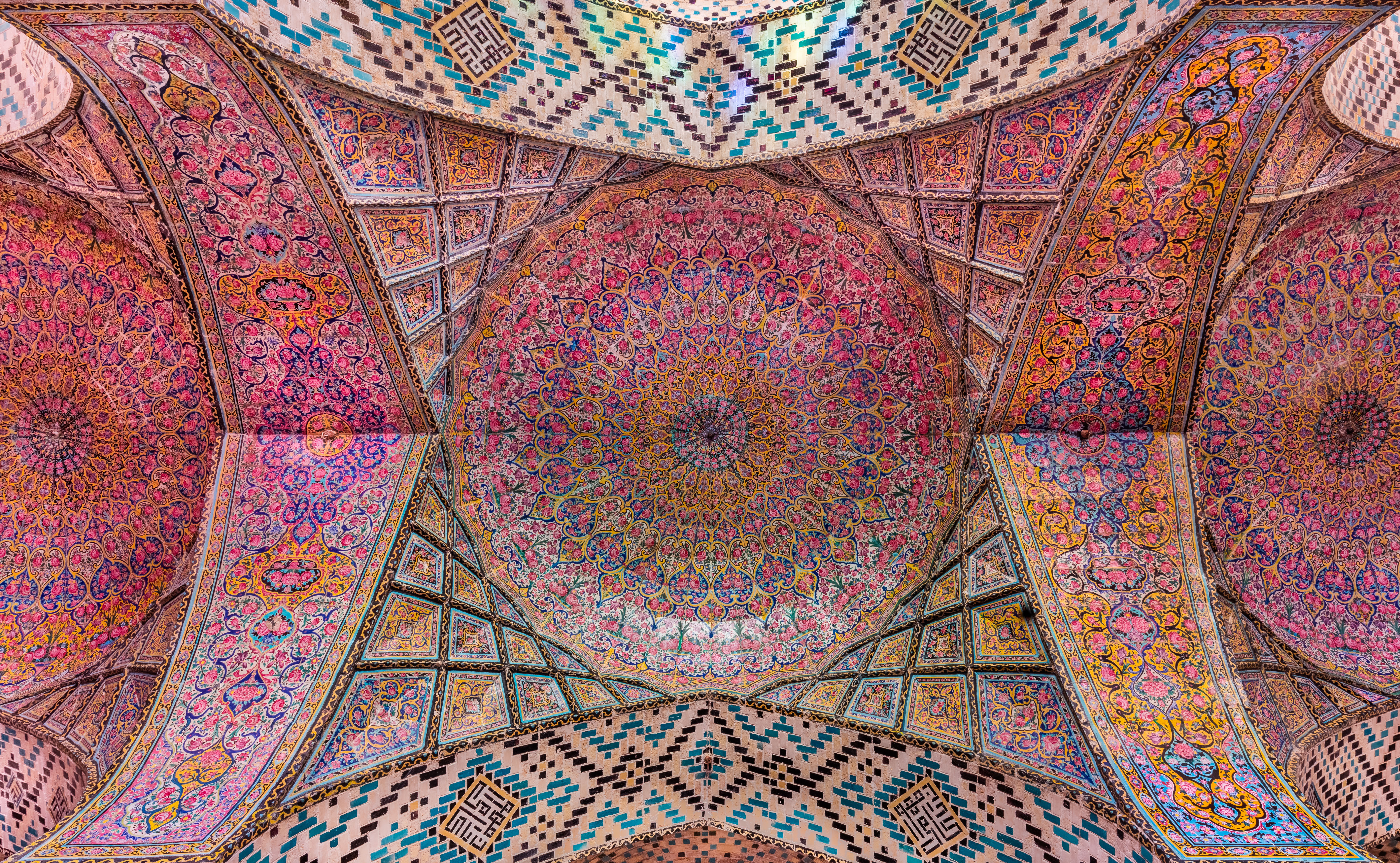
نمای درونی از سقف مسجد نصیر الملک
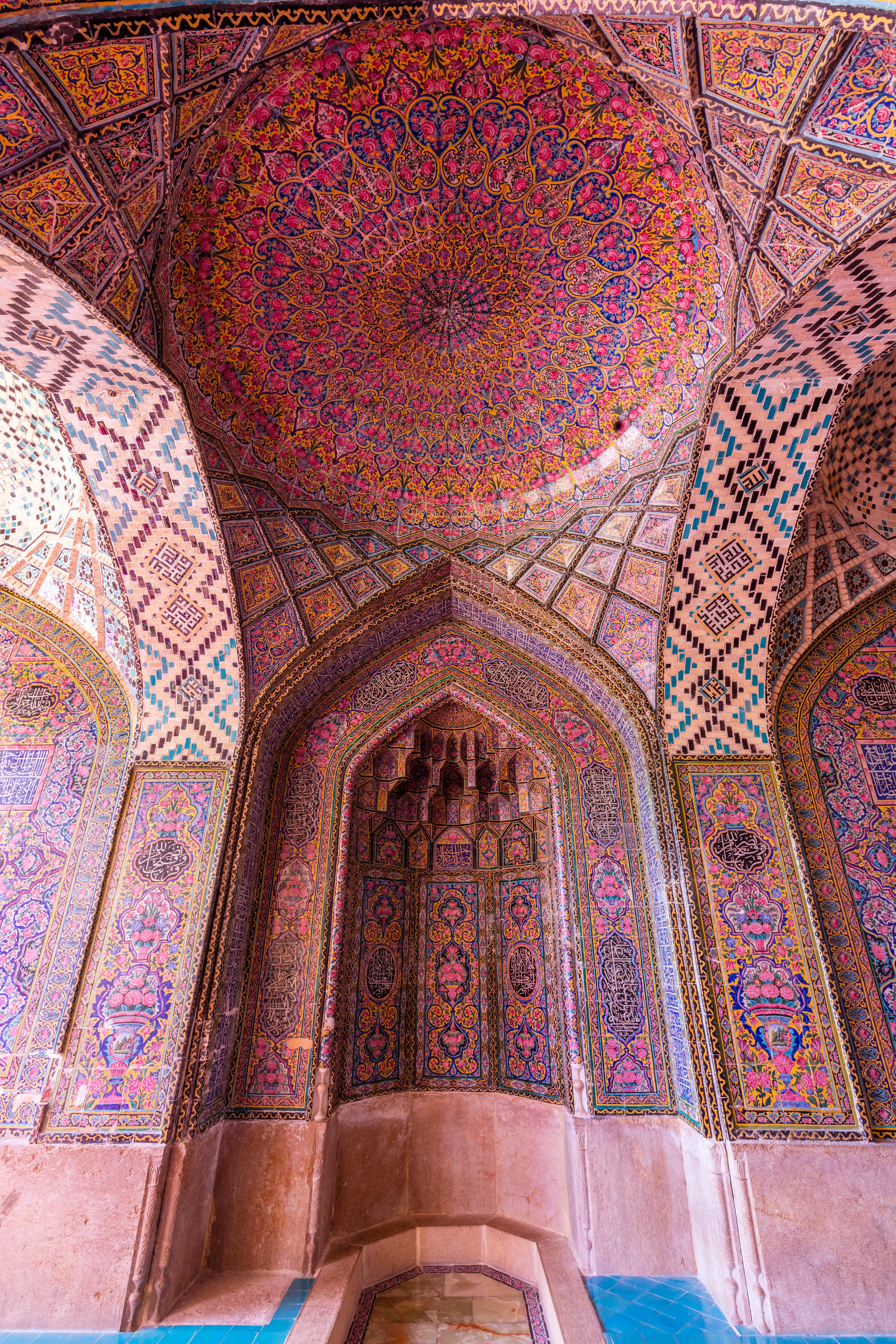
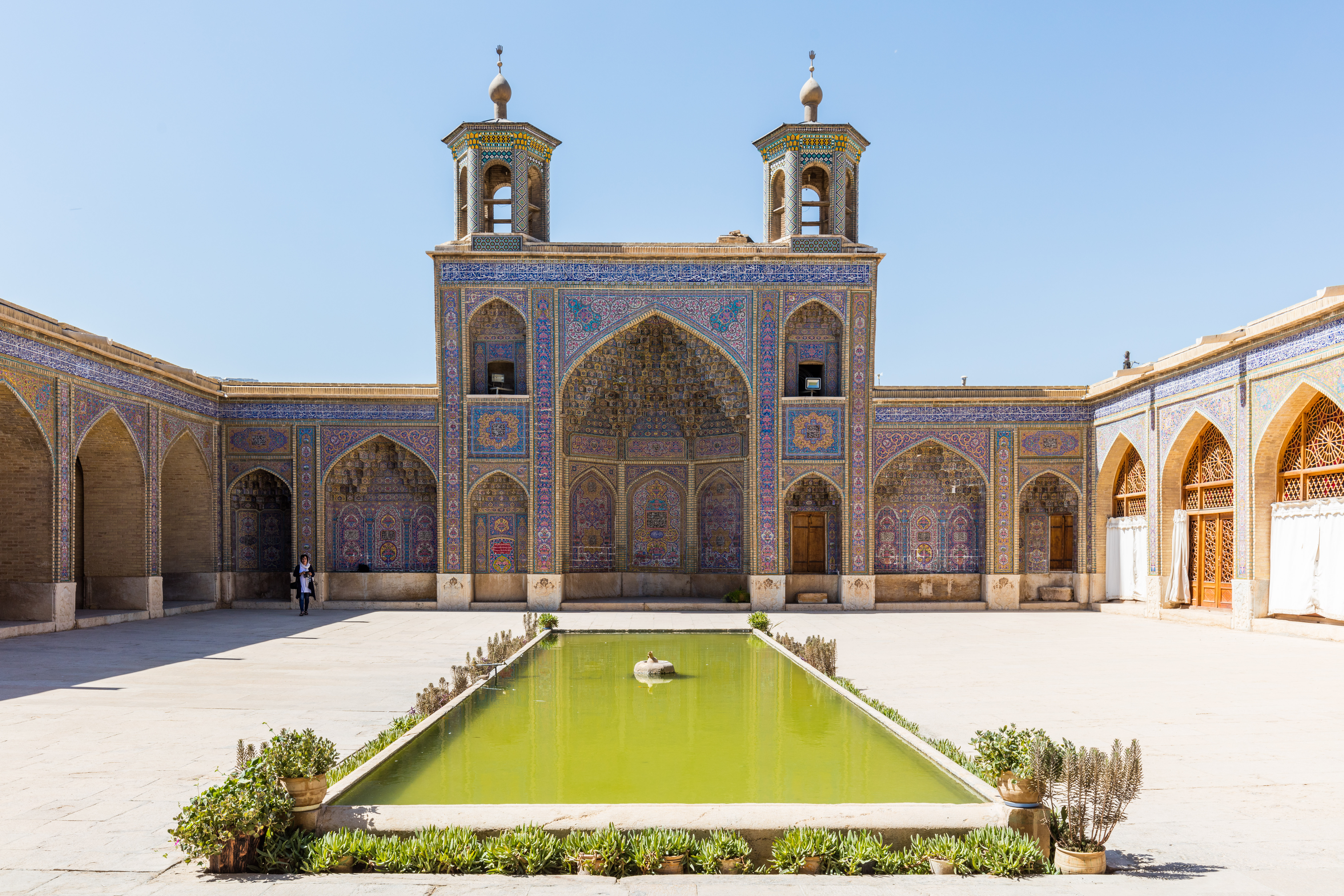
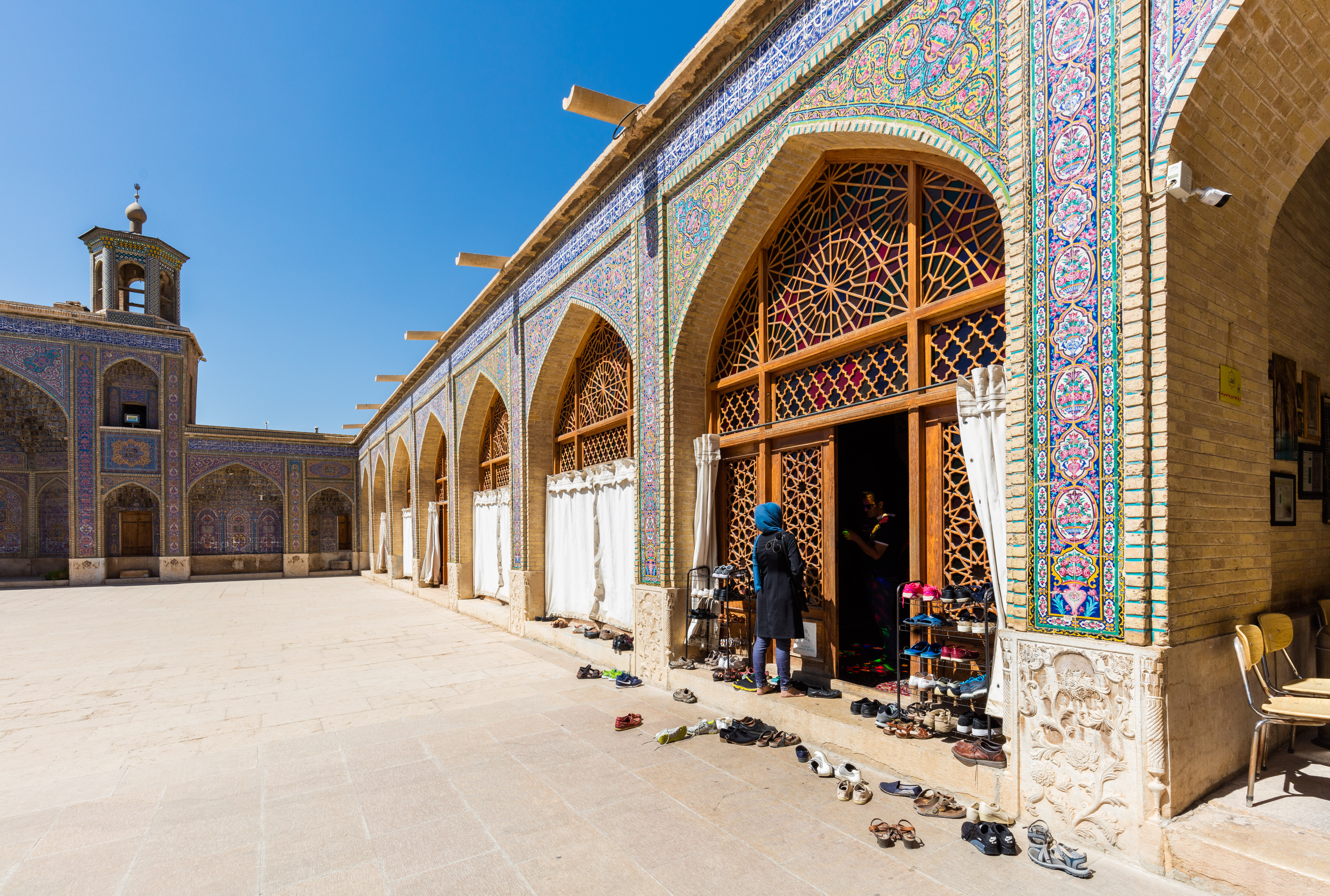
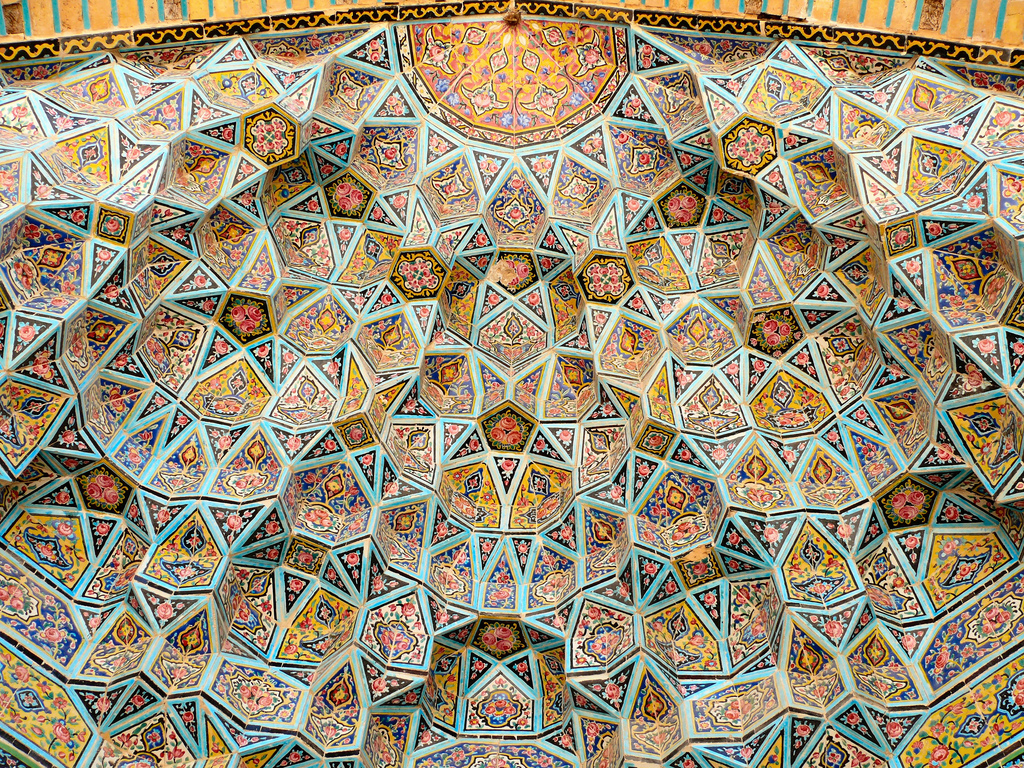
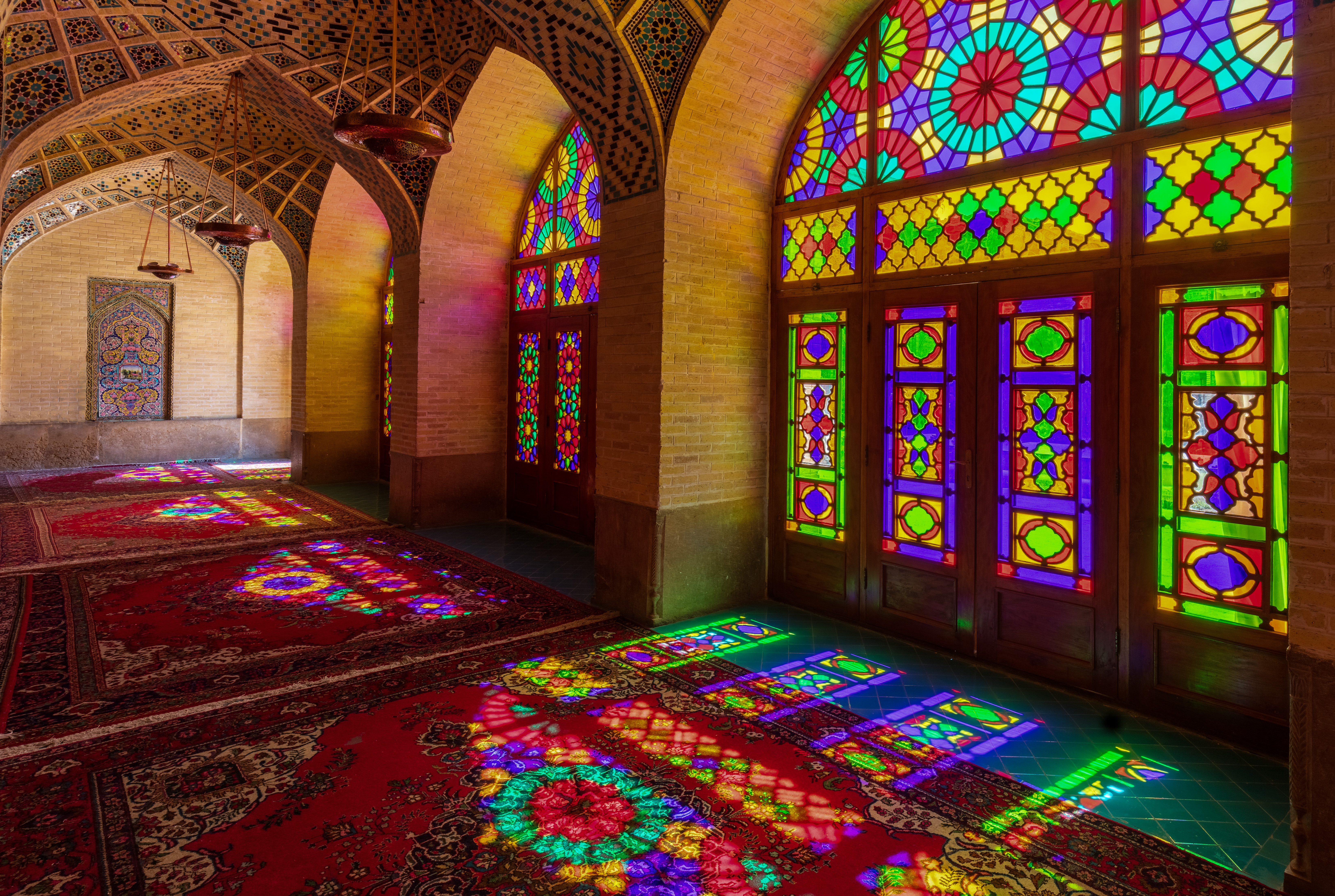
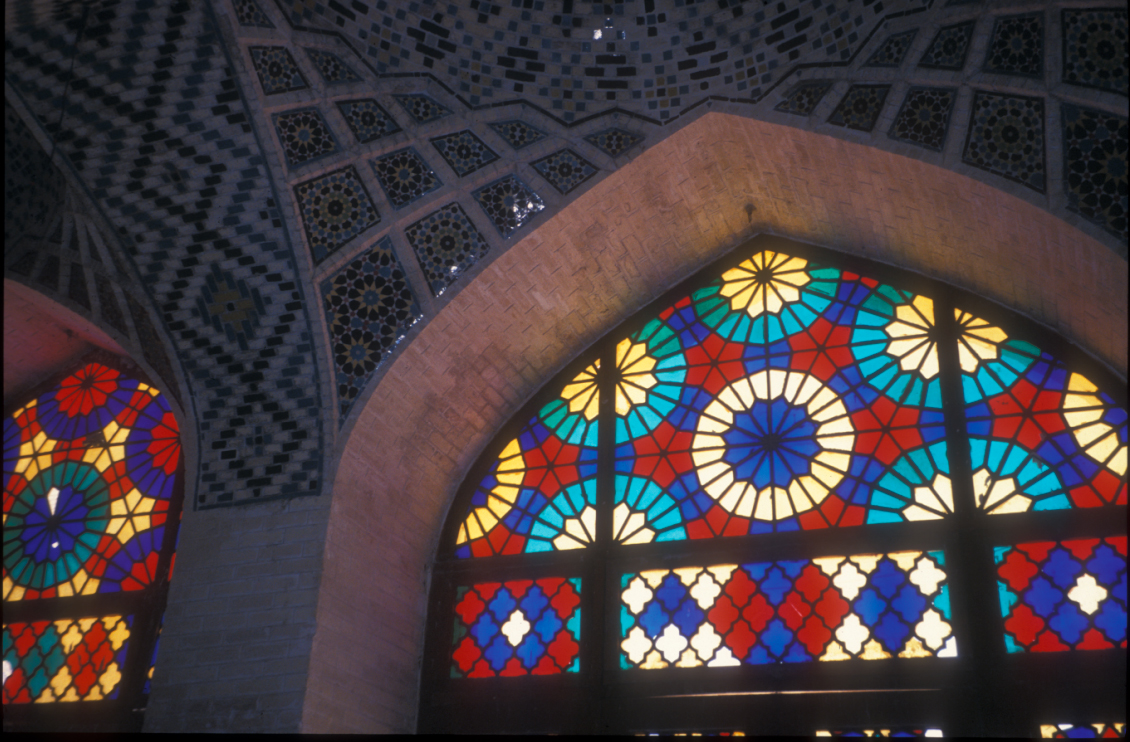
شیشه‌های رنگی
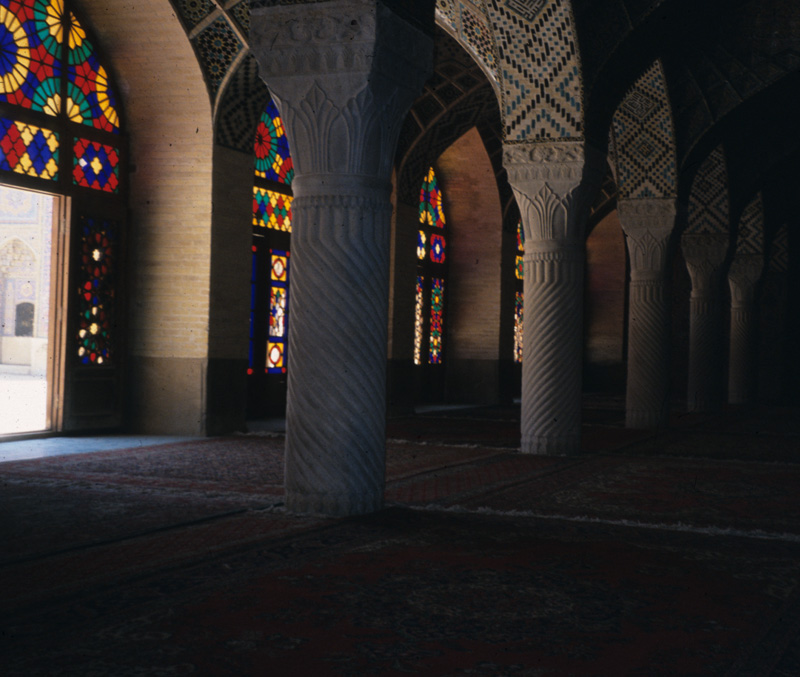
شبستان غربی
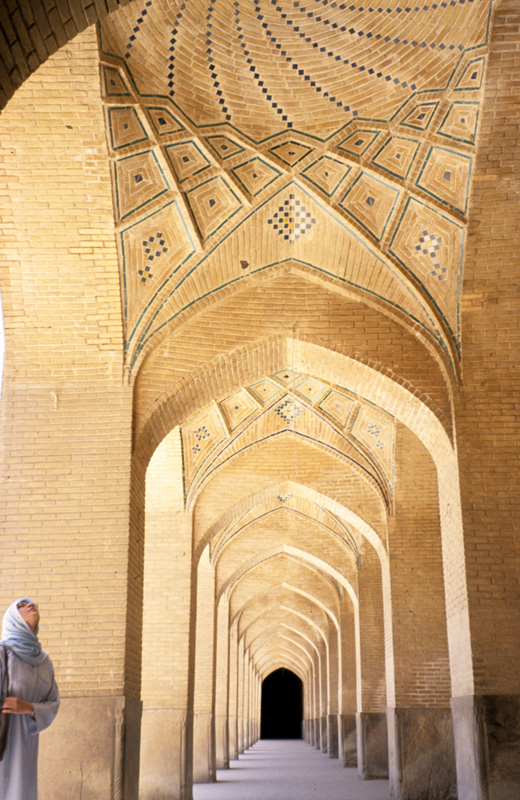
دالان جنوبی
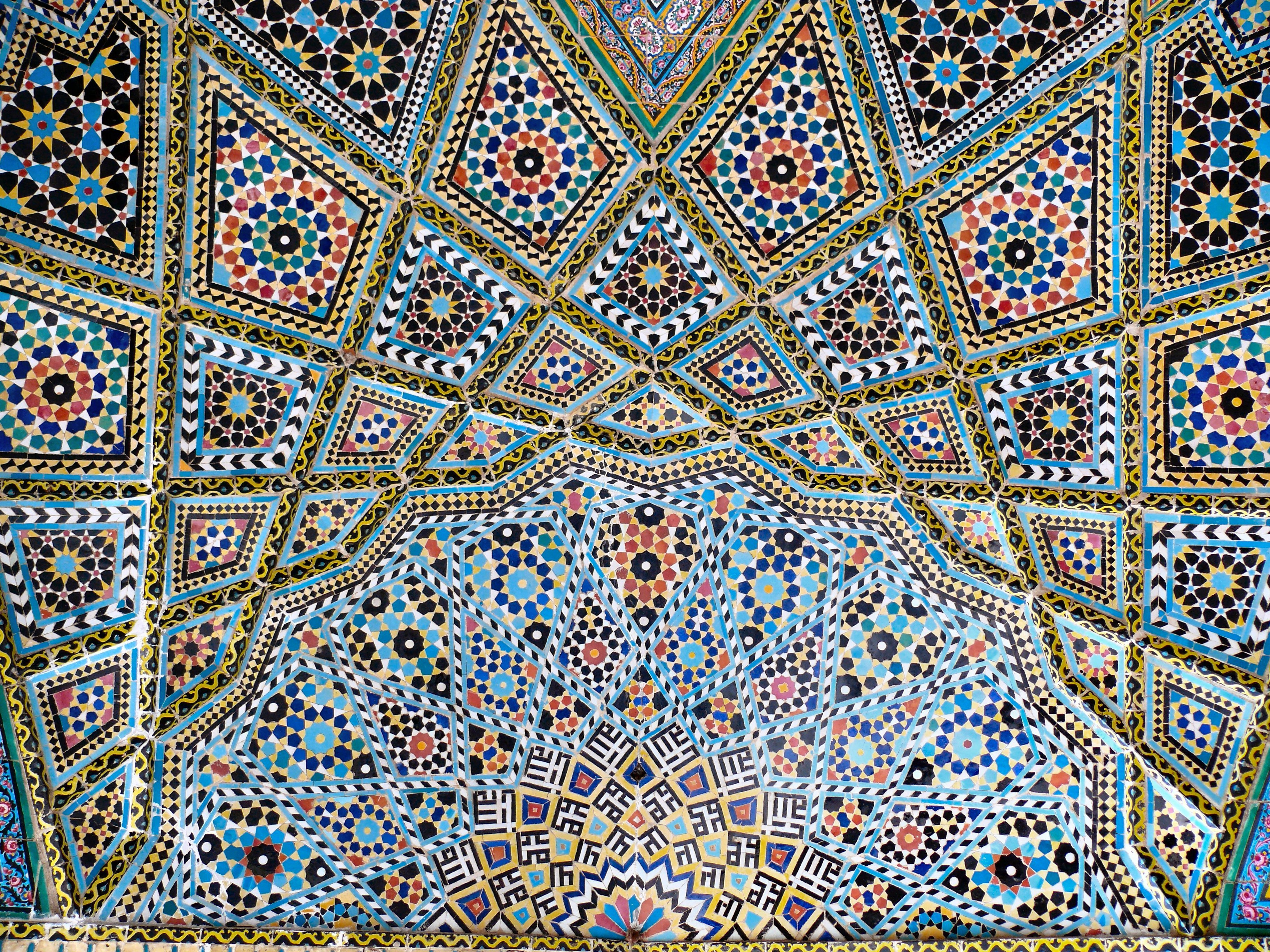
نمایی از کاشی‌های هفت رنگ در سقف
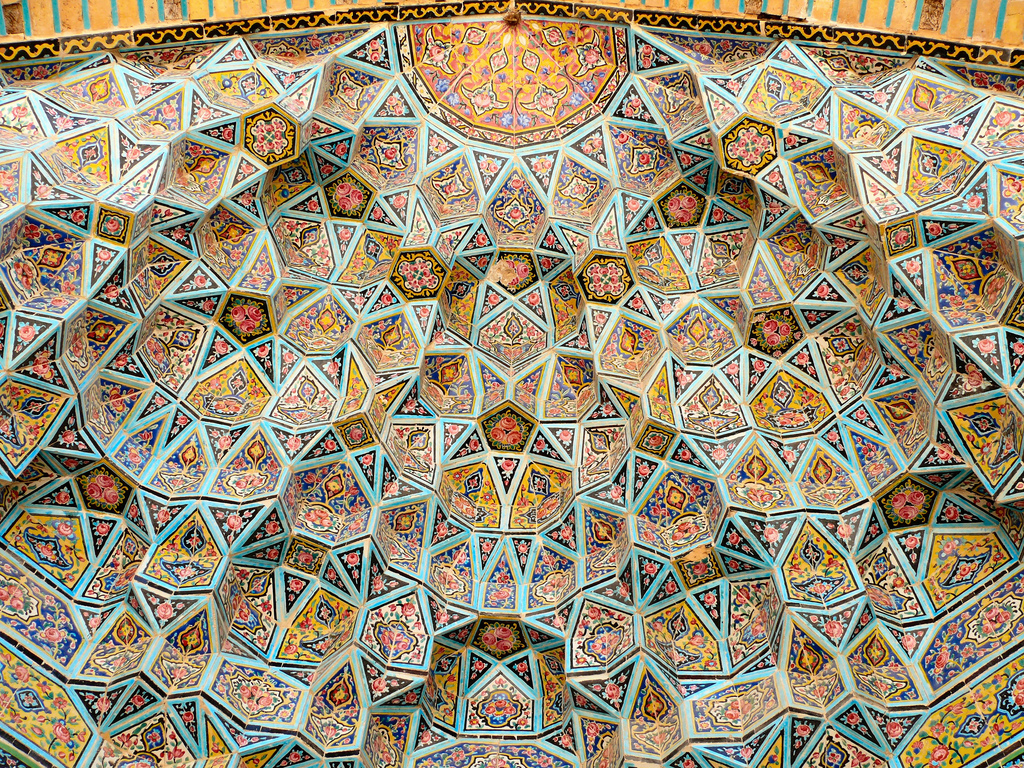
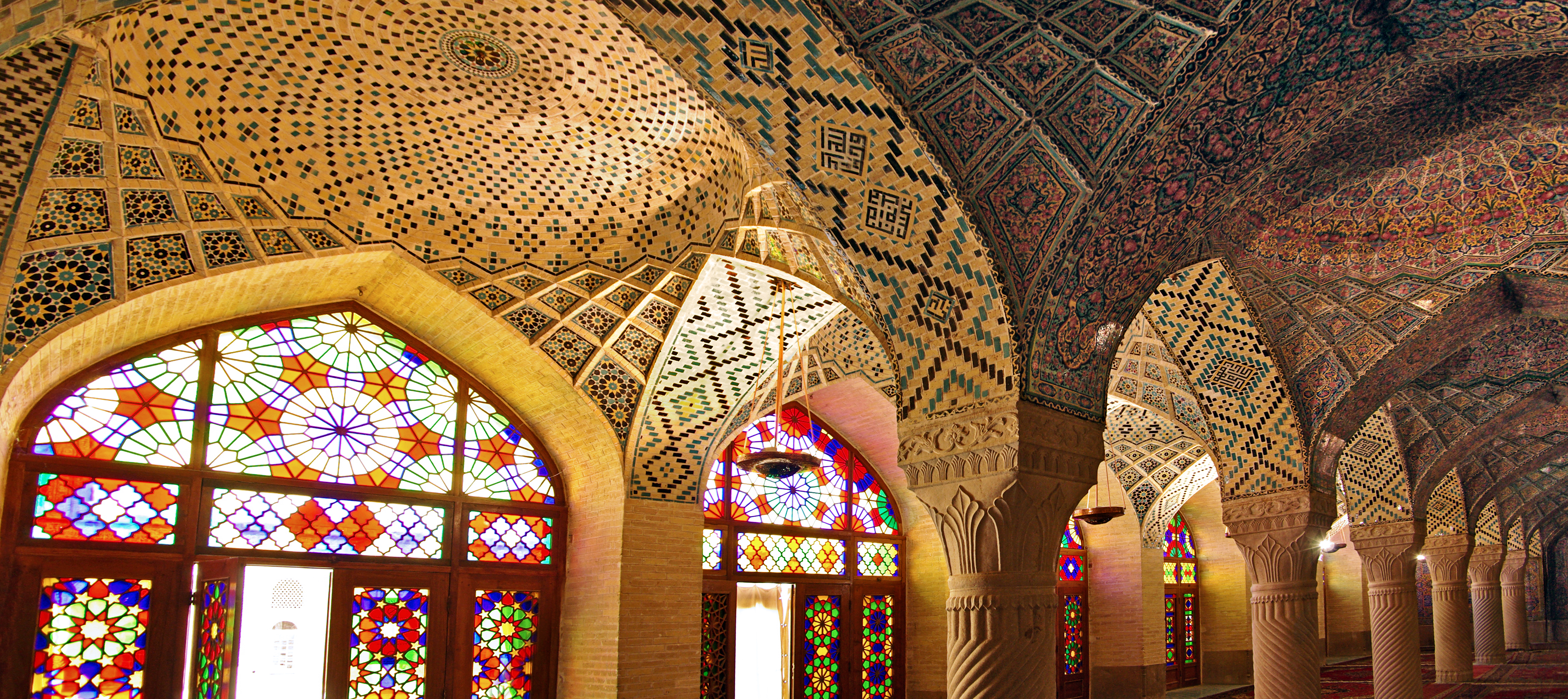
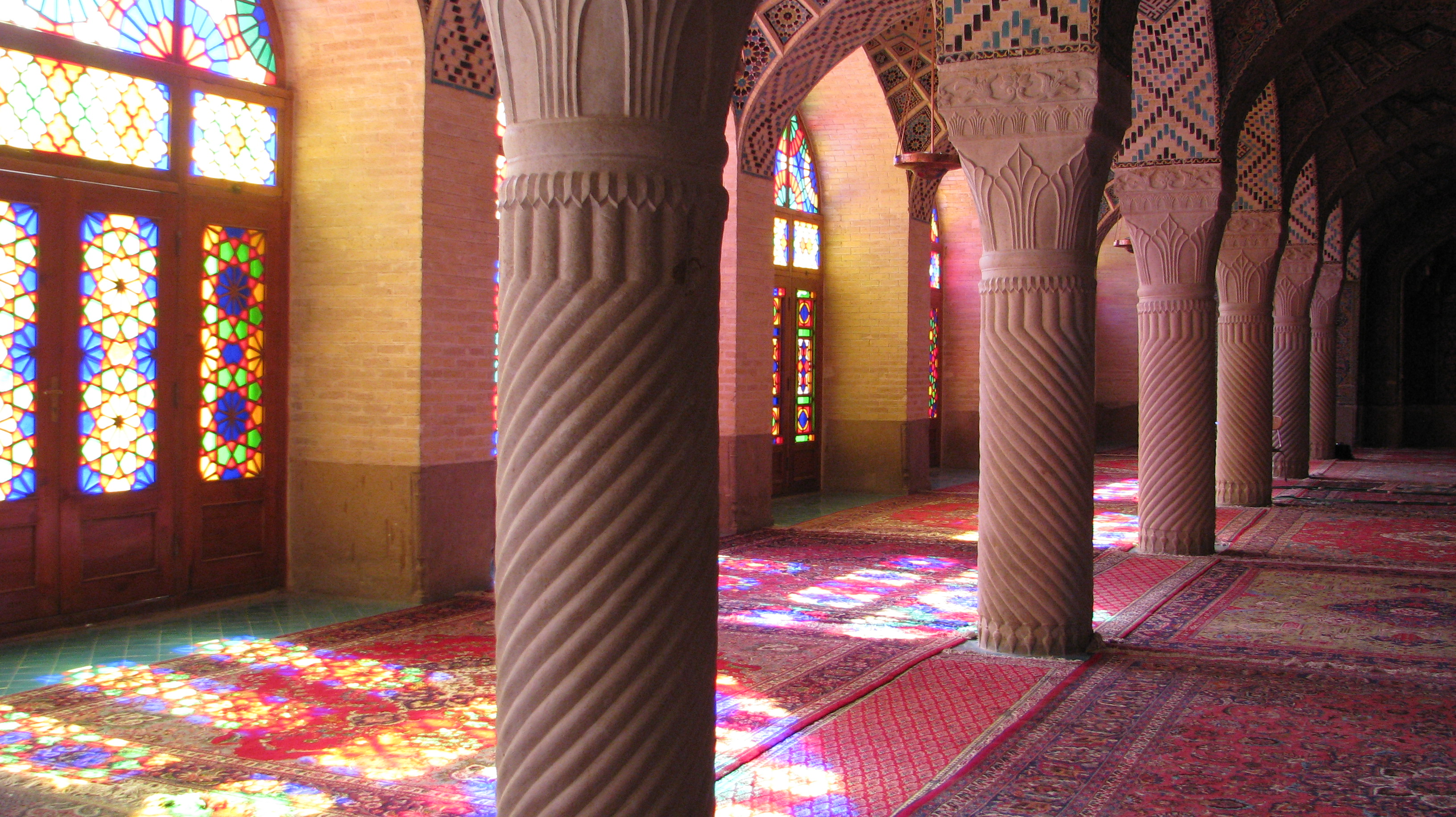
فضای داخلی مسجد نصیر الملک
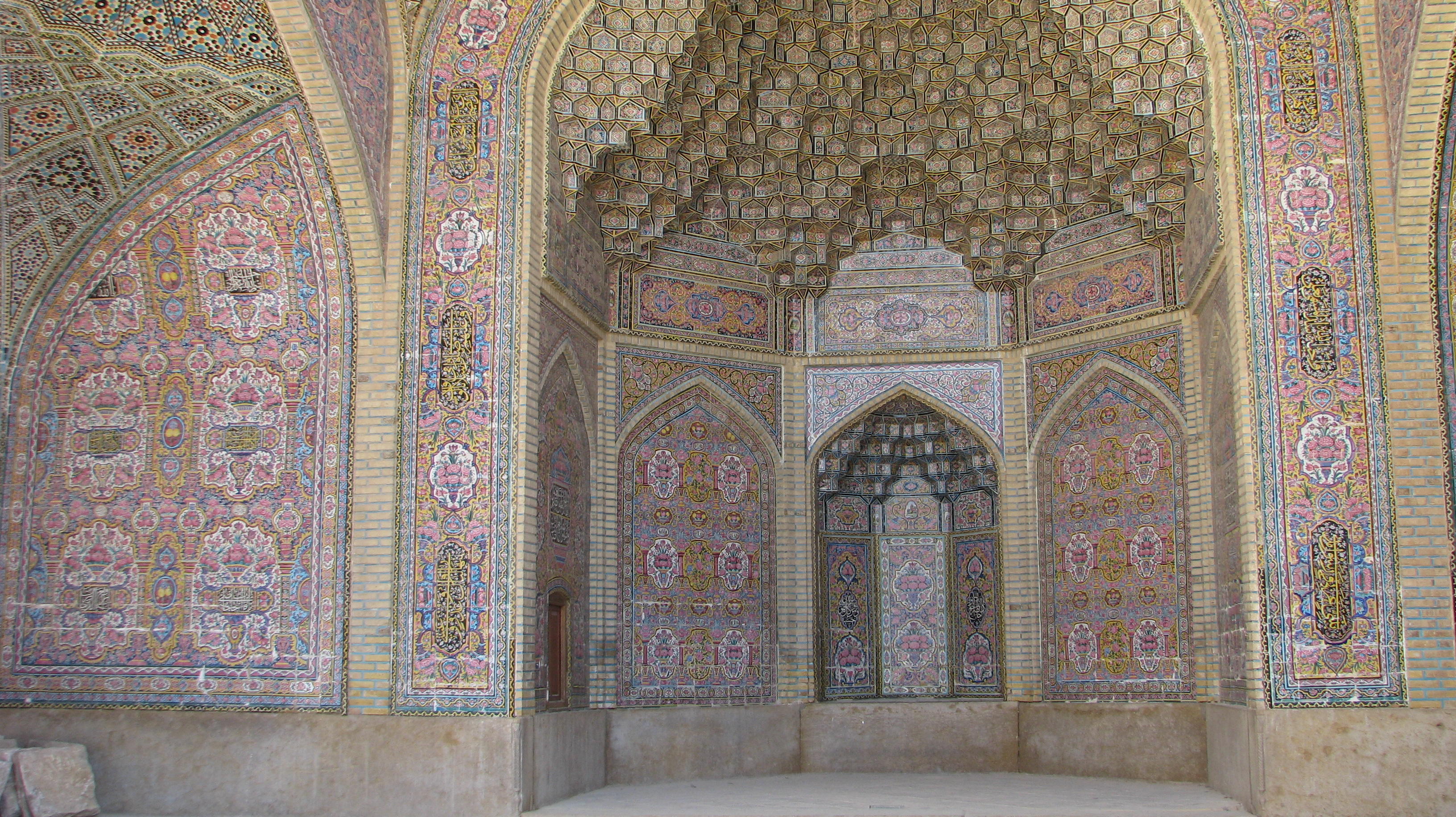
مقرنس ایوان
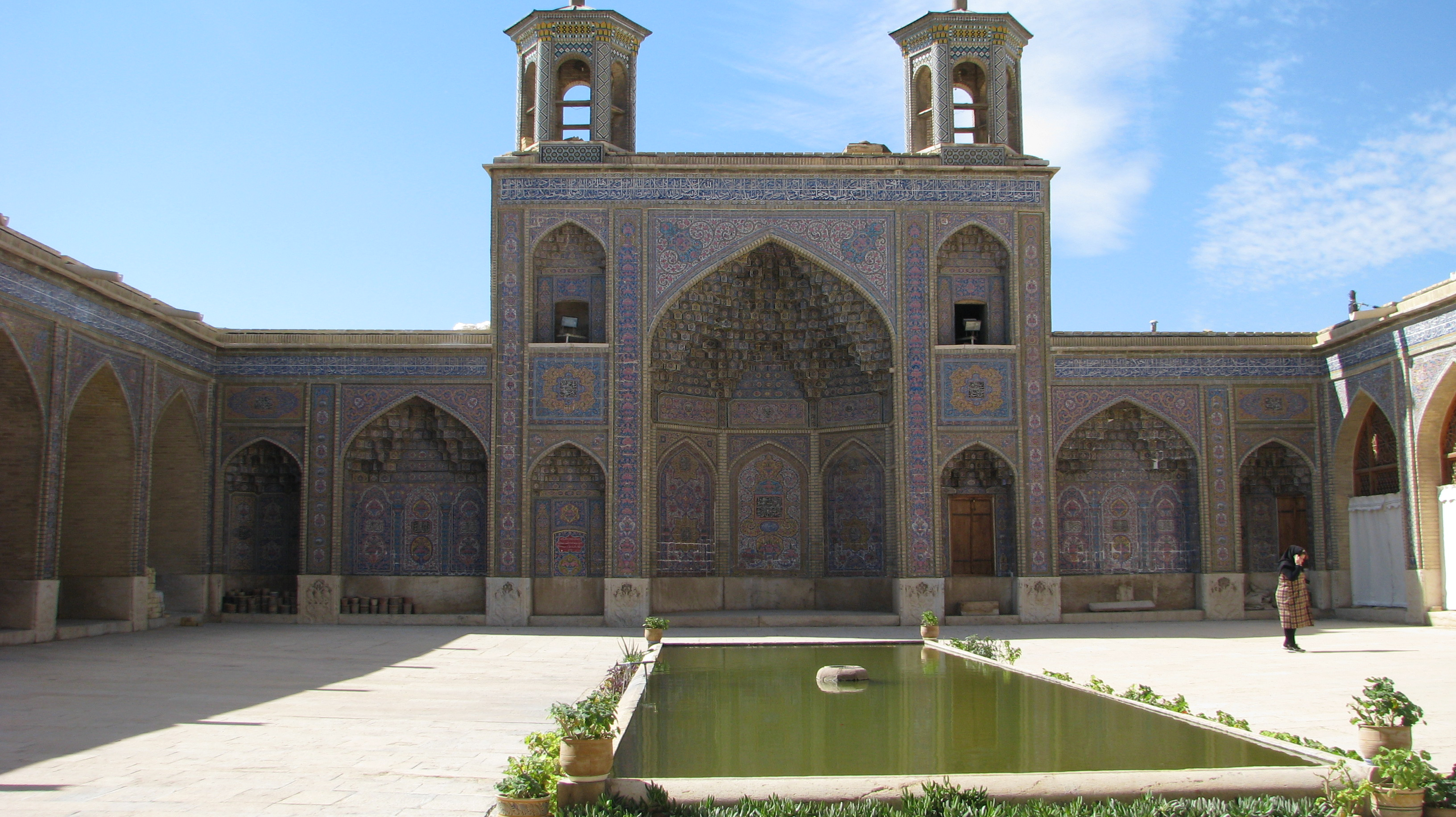
حیاط مسجد
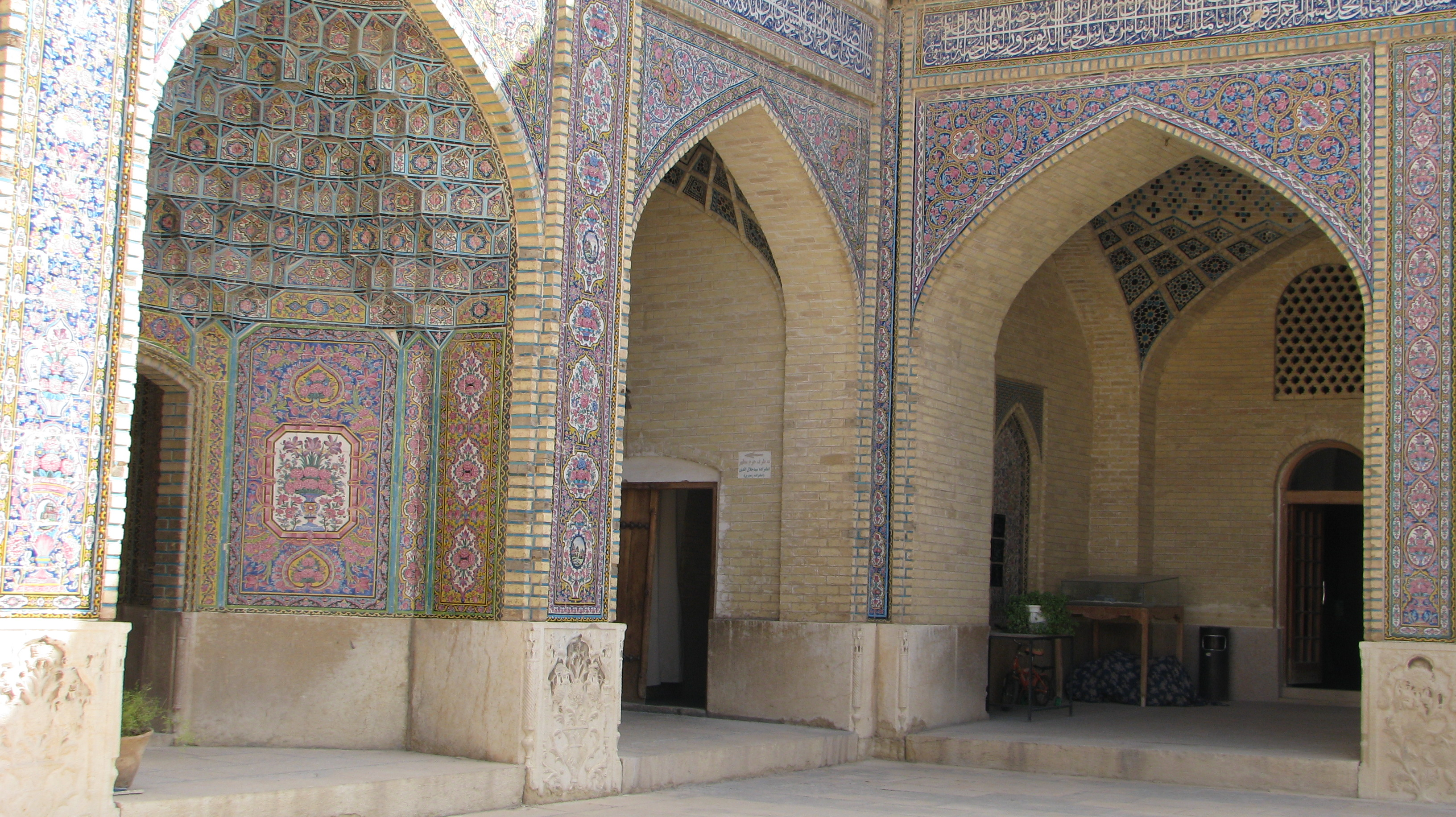
هشتی
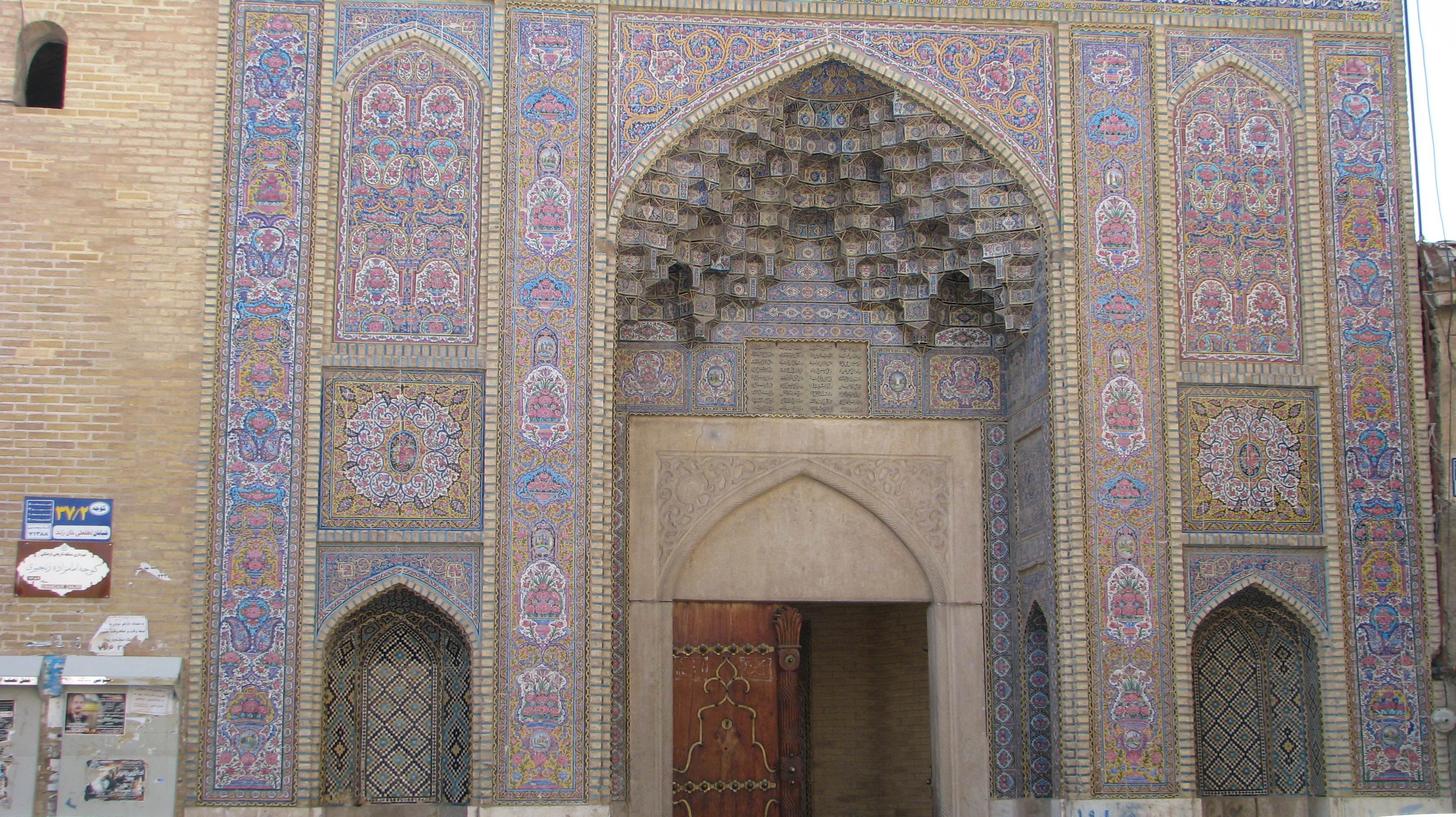
سر در ورودی
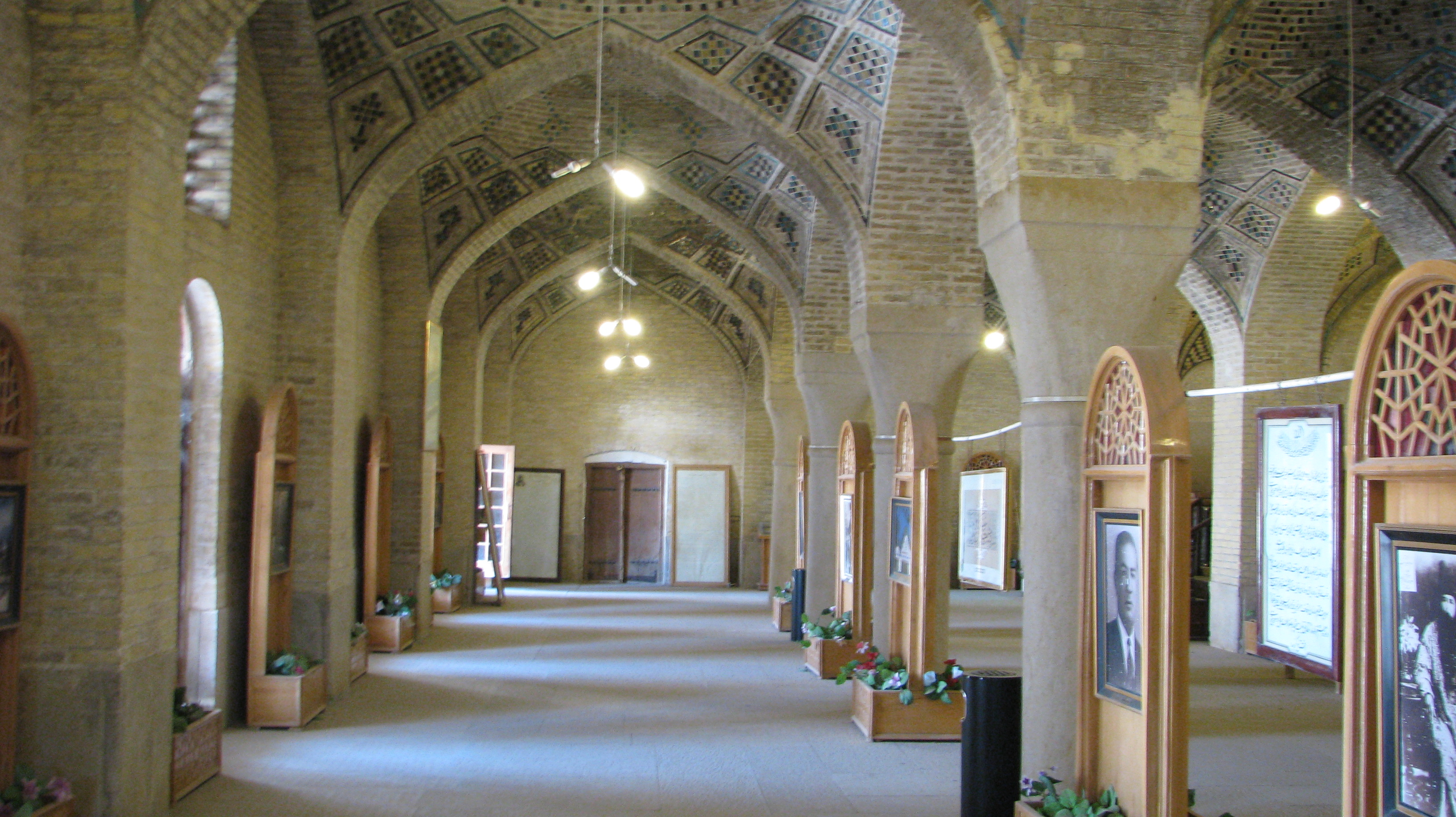
پشت شبستان
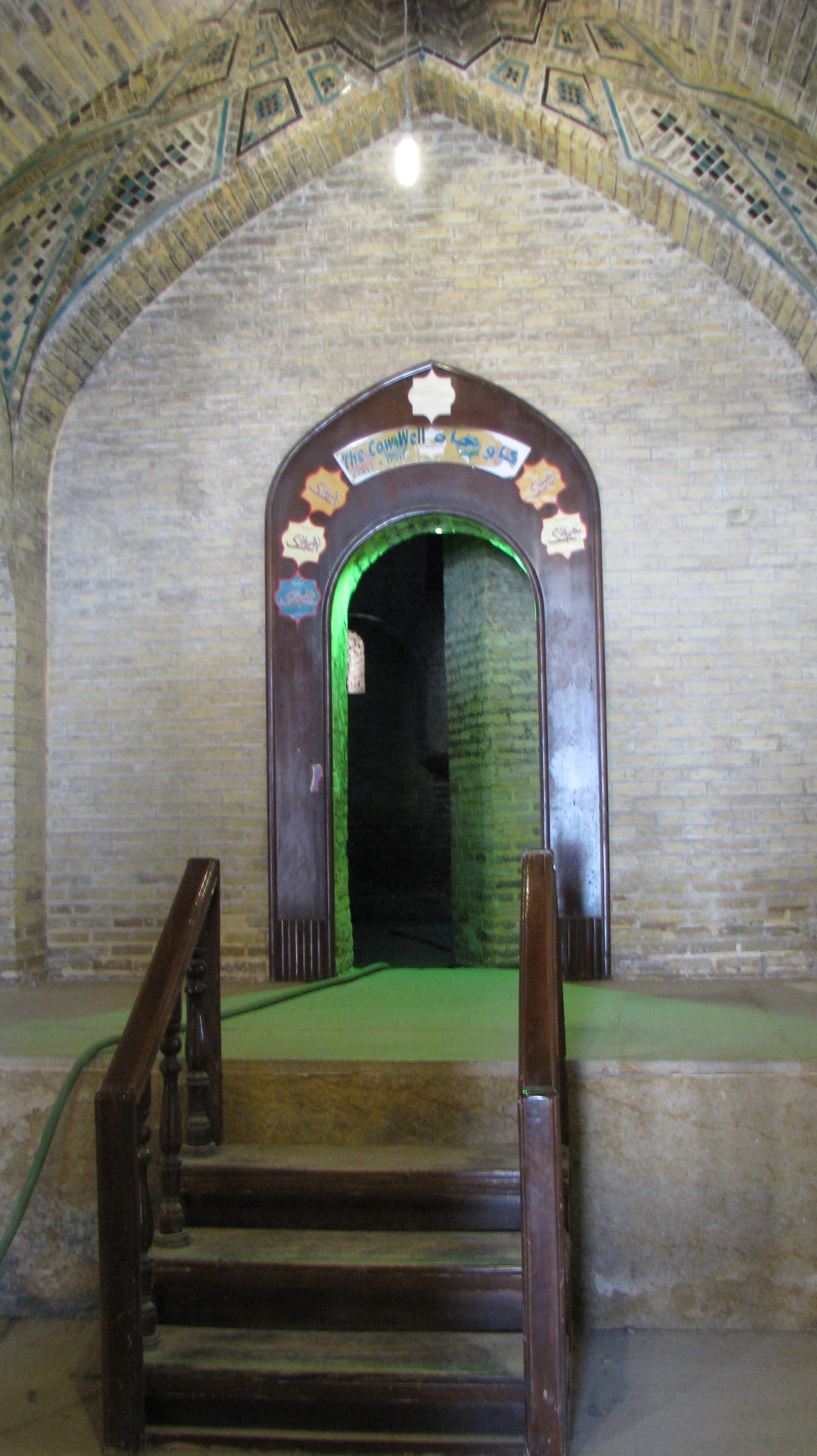
گاو چاه
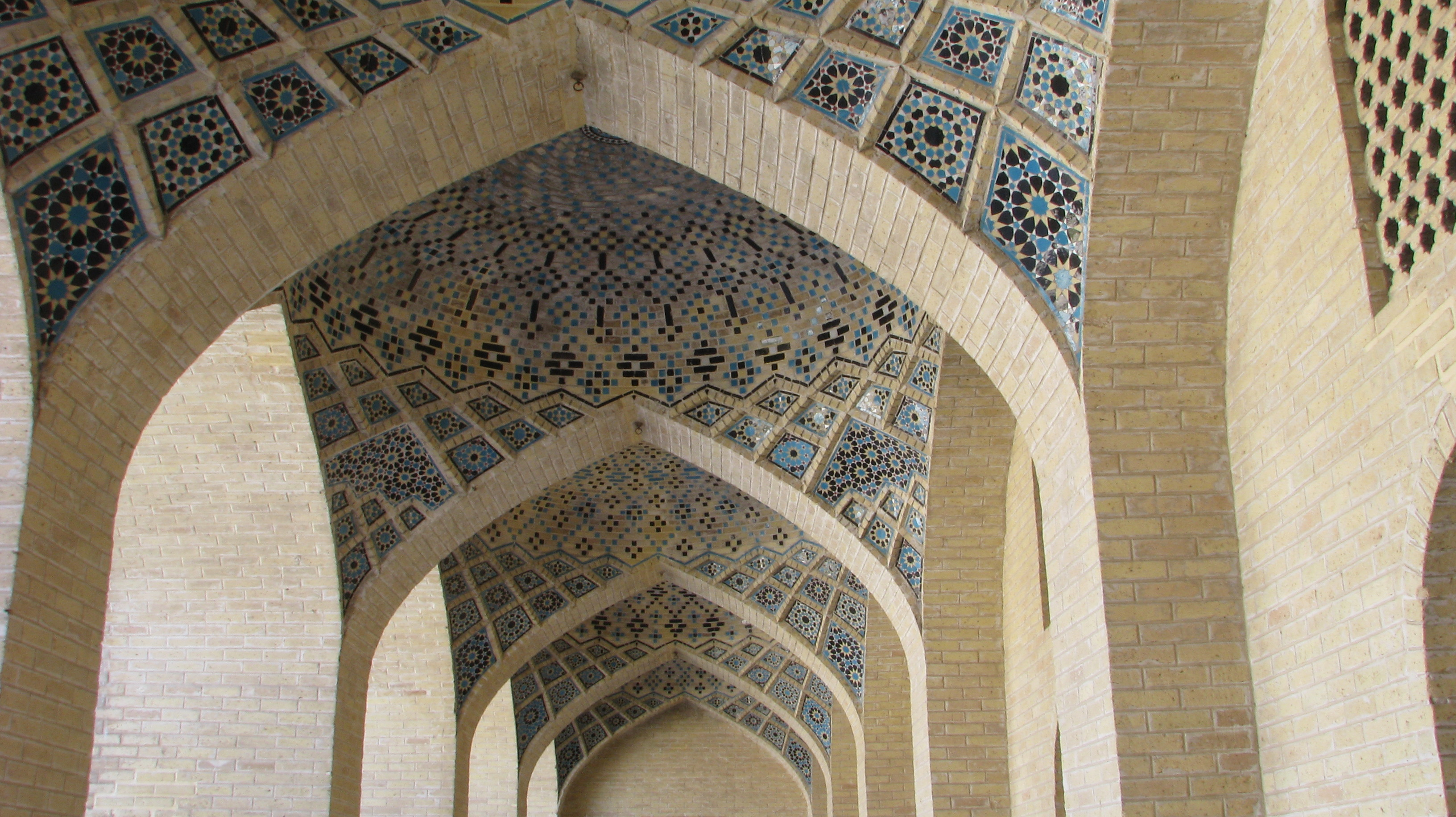
شبستان
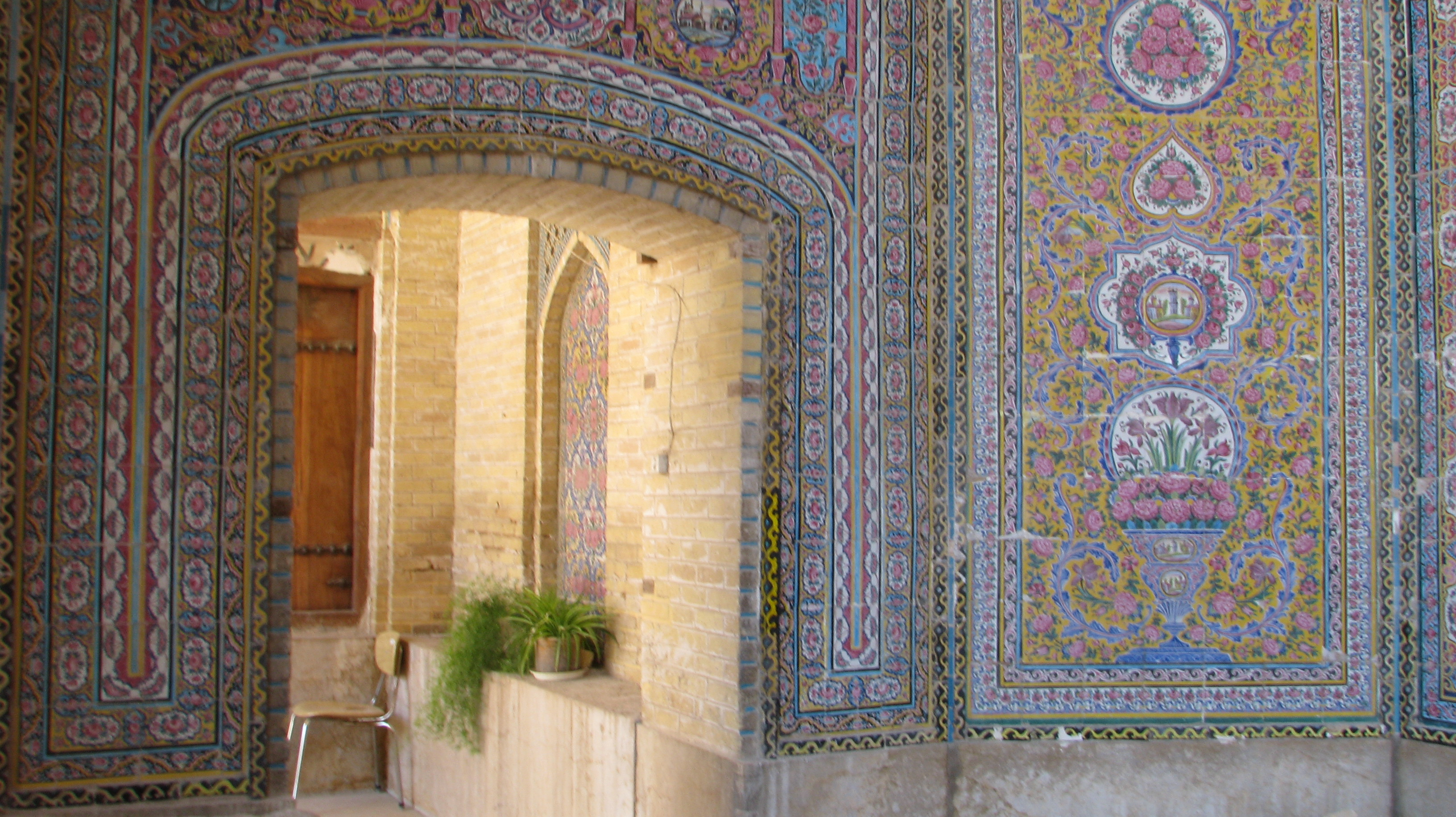
ایوان ورودی
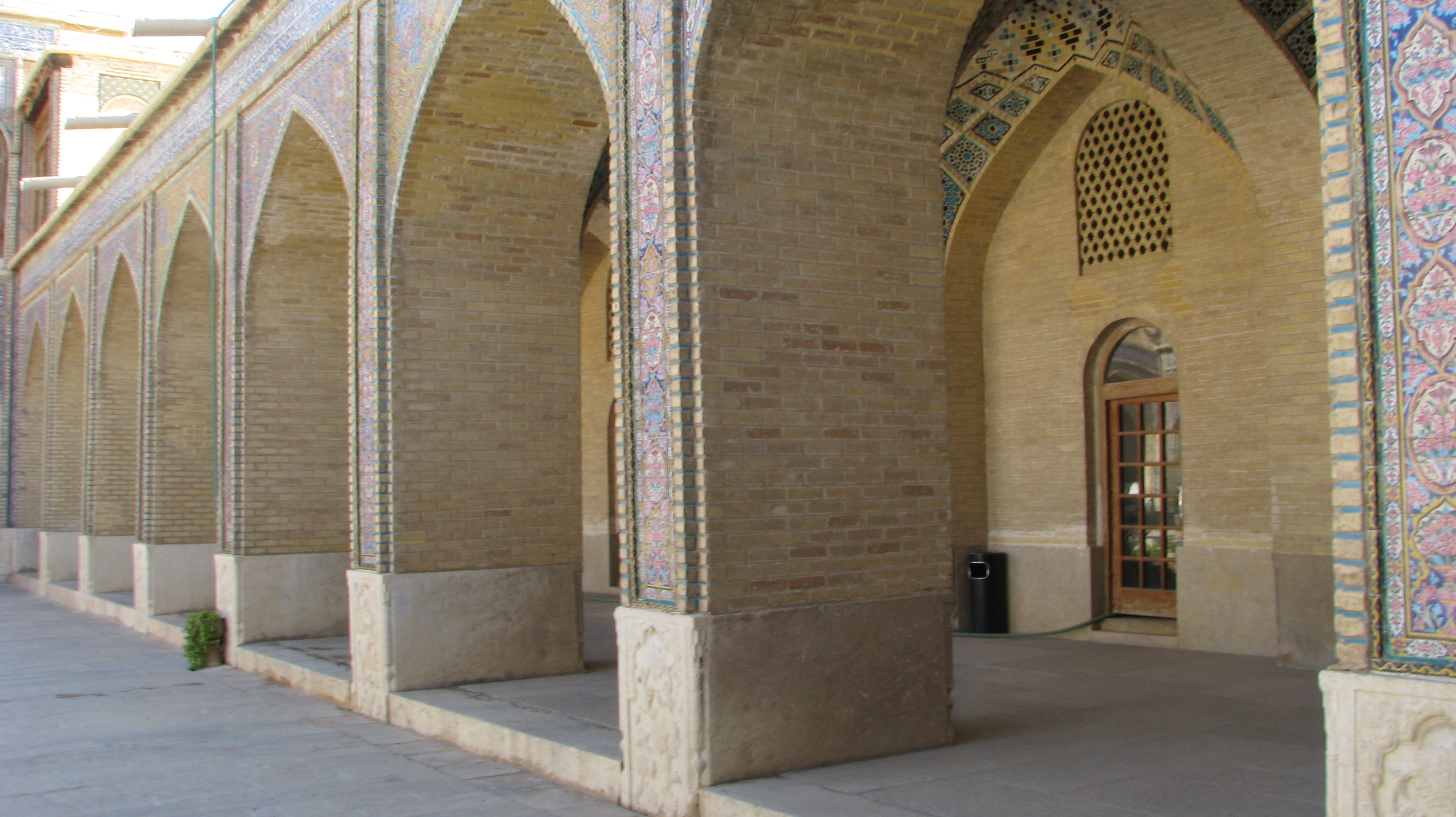
حیاط
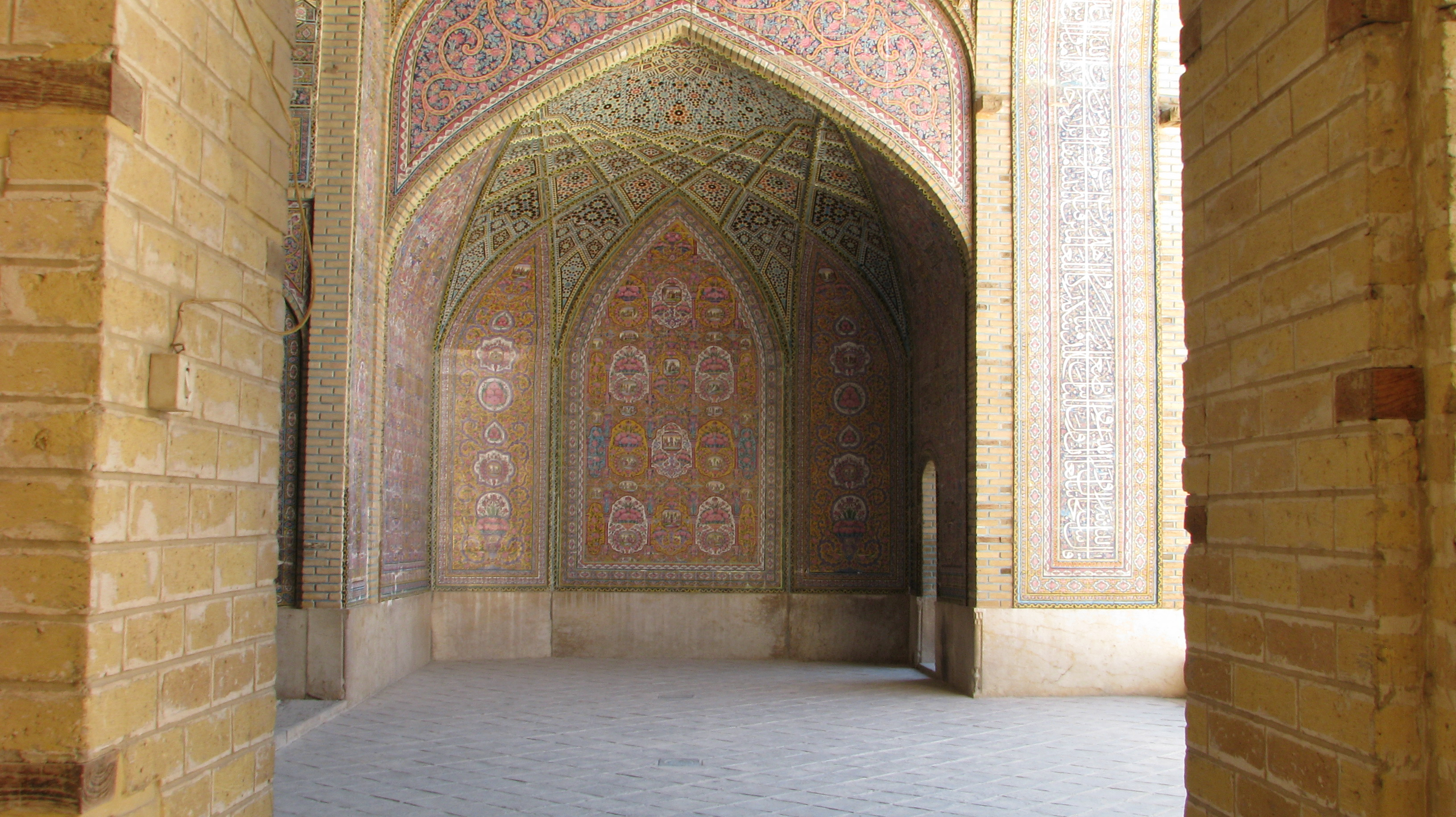
ایوان مسجد
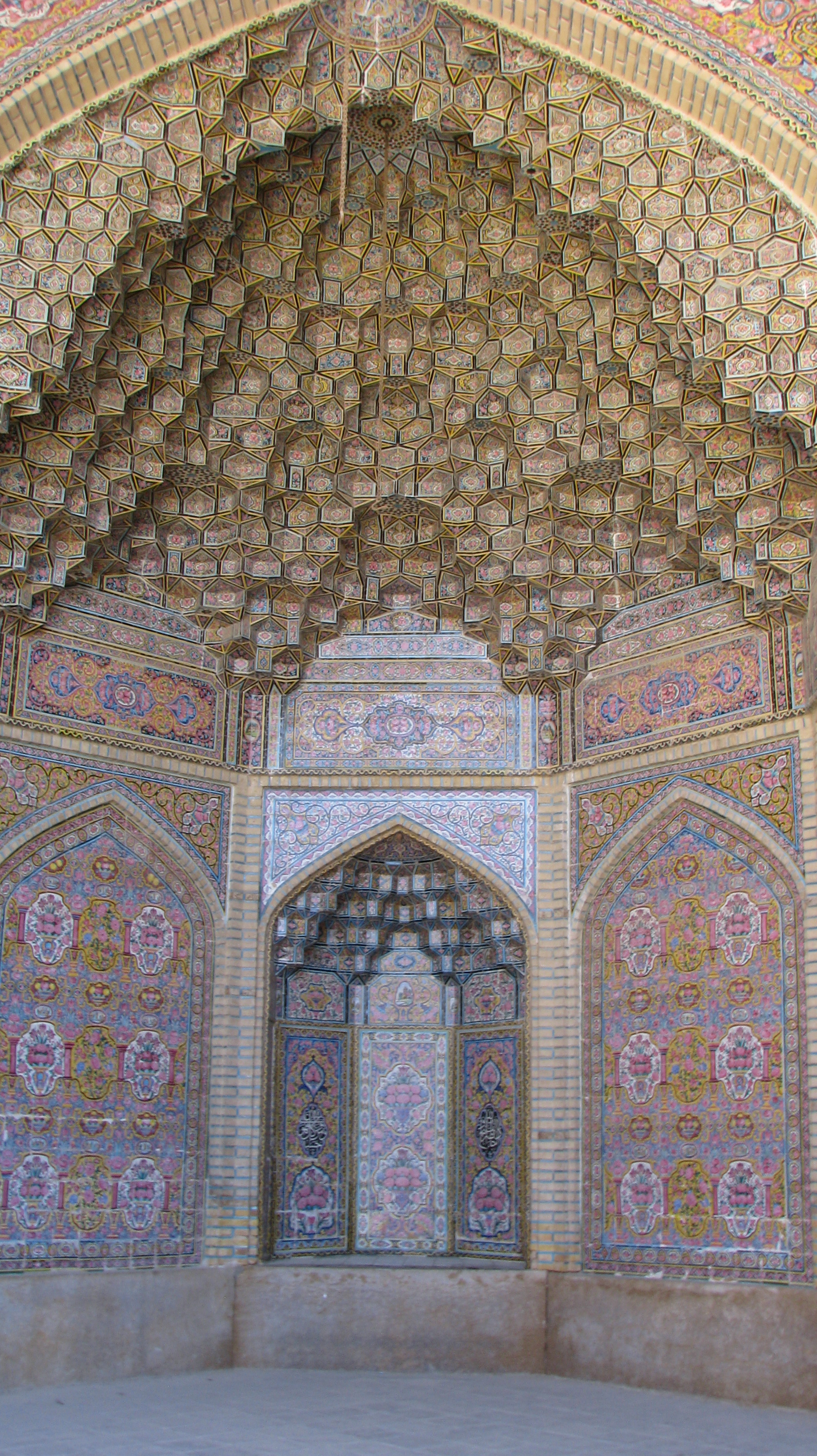
ایوان
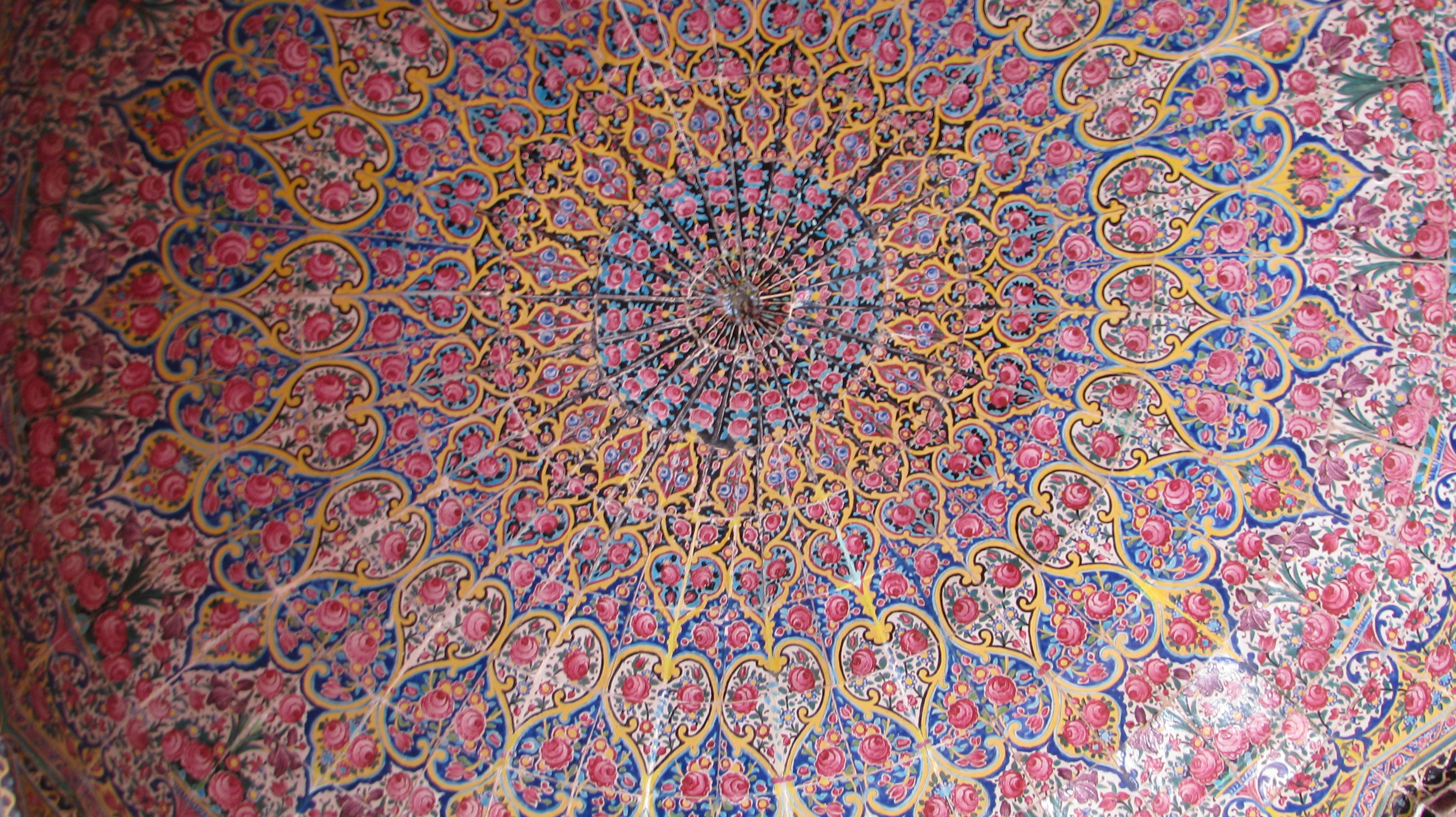
سقف
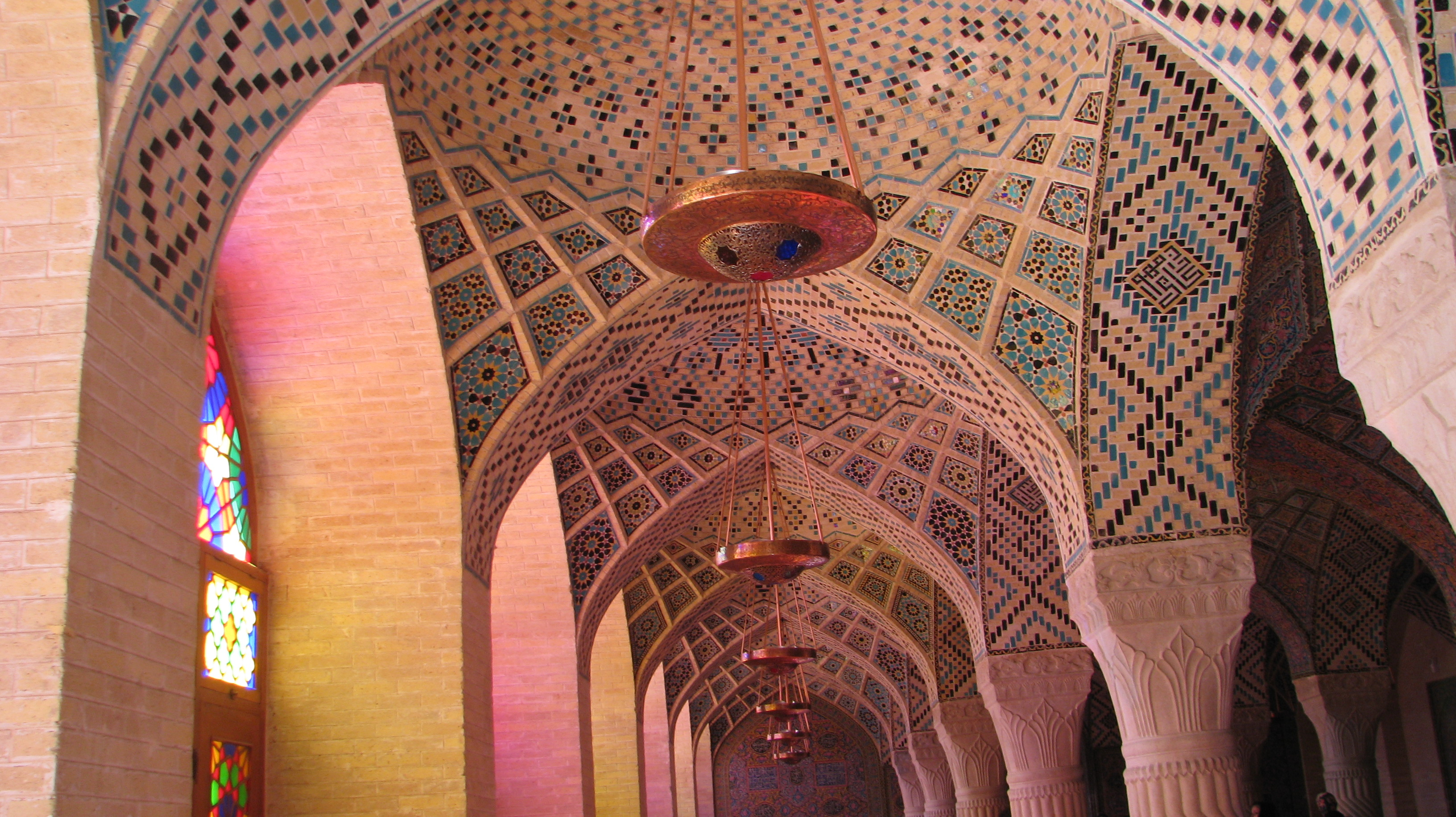
سقف مسجد
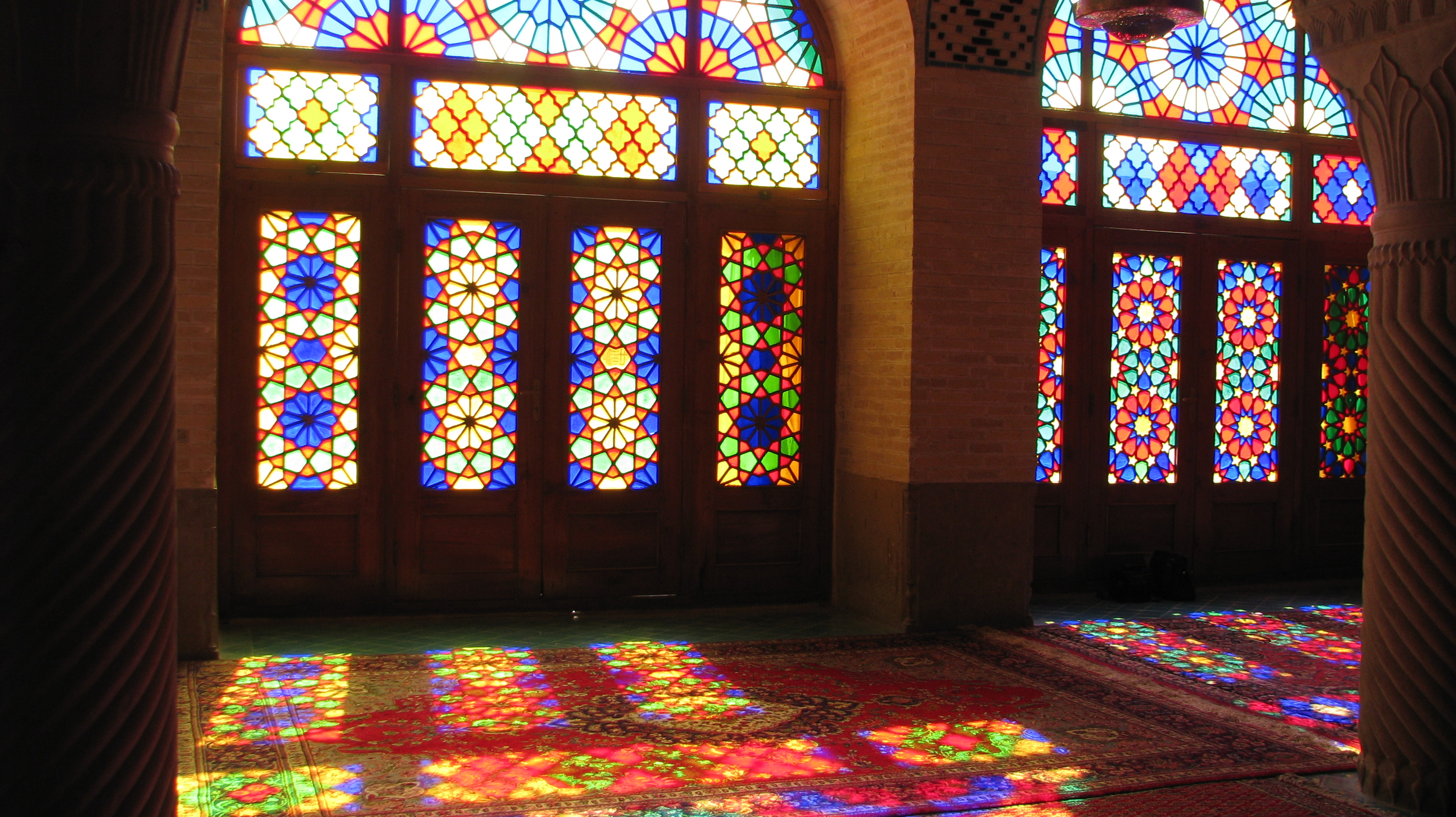
شیشه‌های رنگی
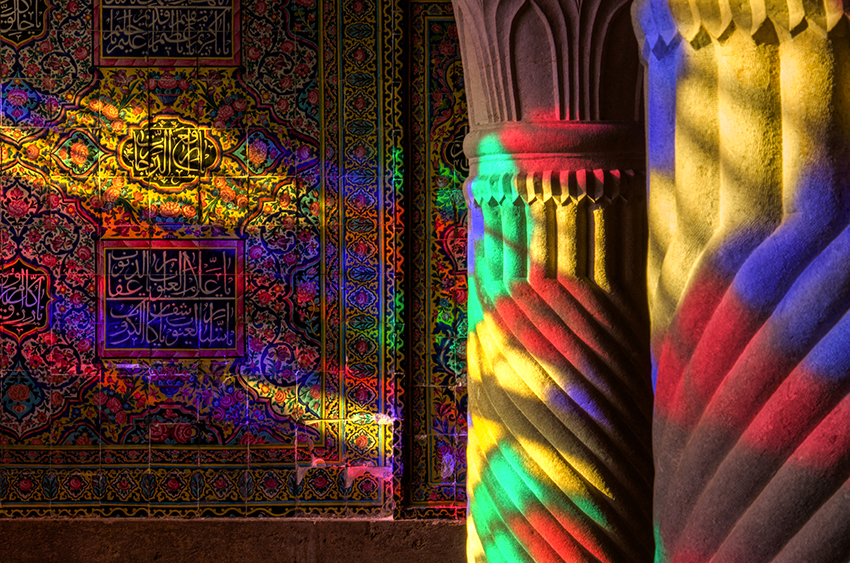
دیوار شبستان
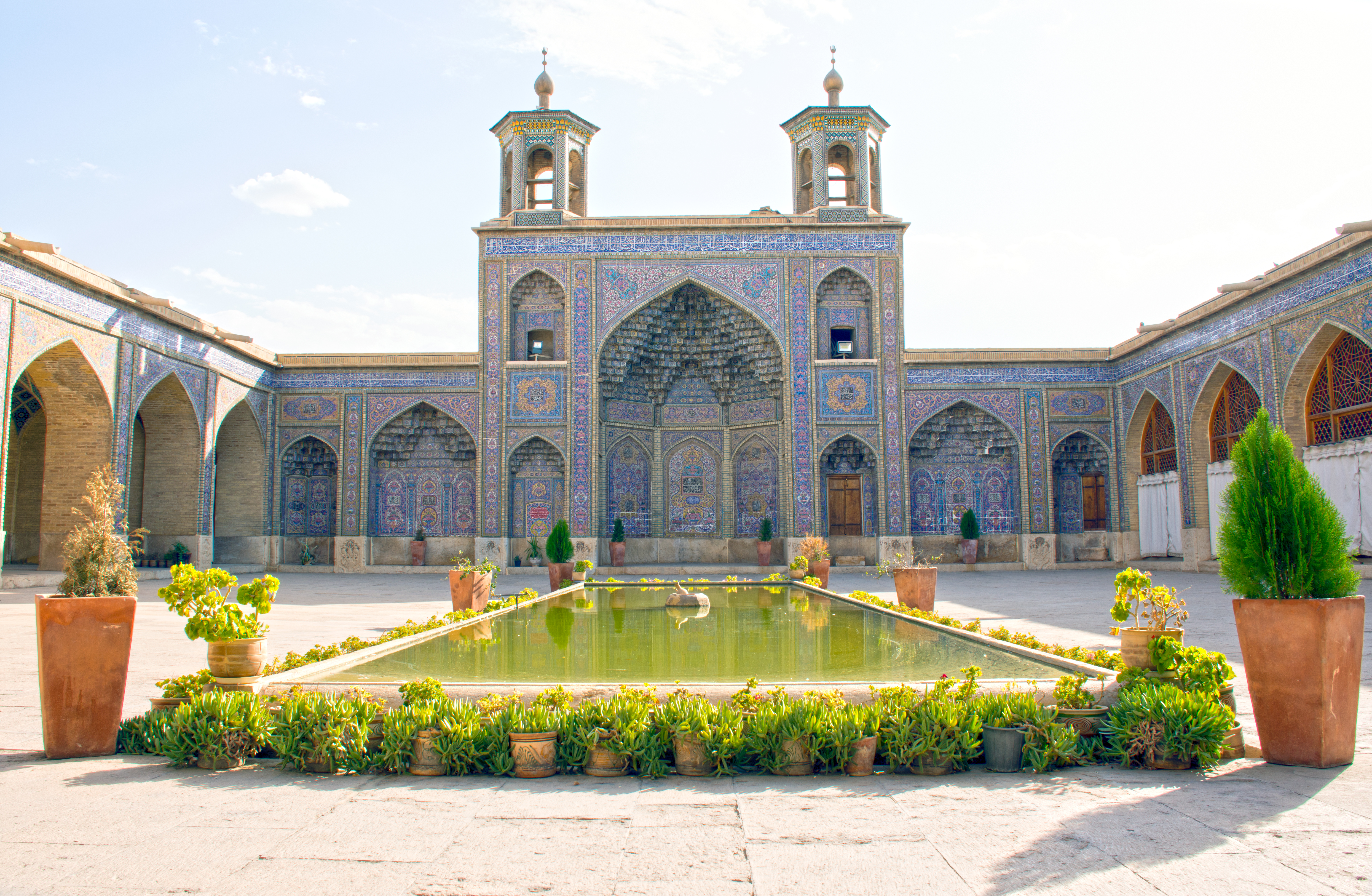
حیاط زیبای مسجد نصیرالملک
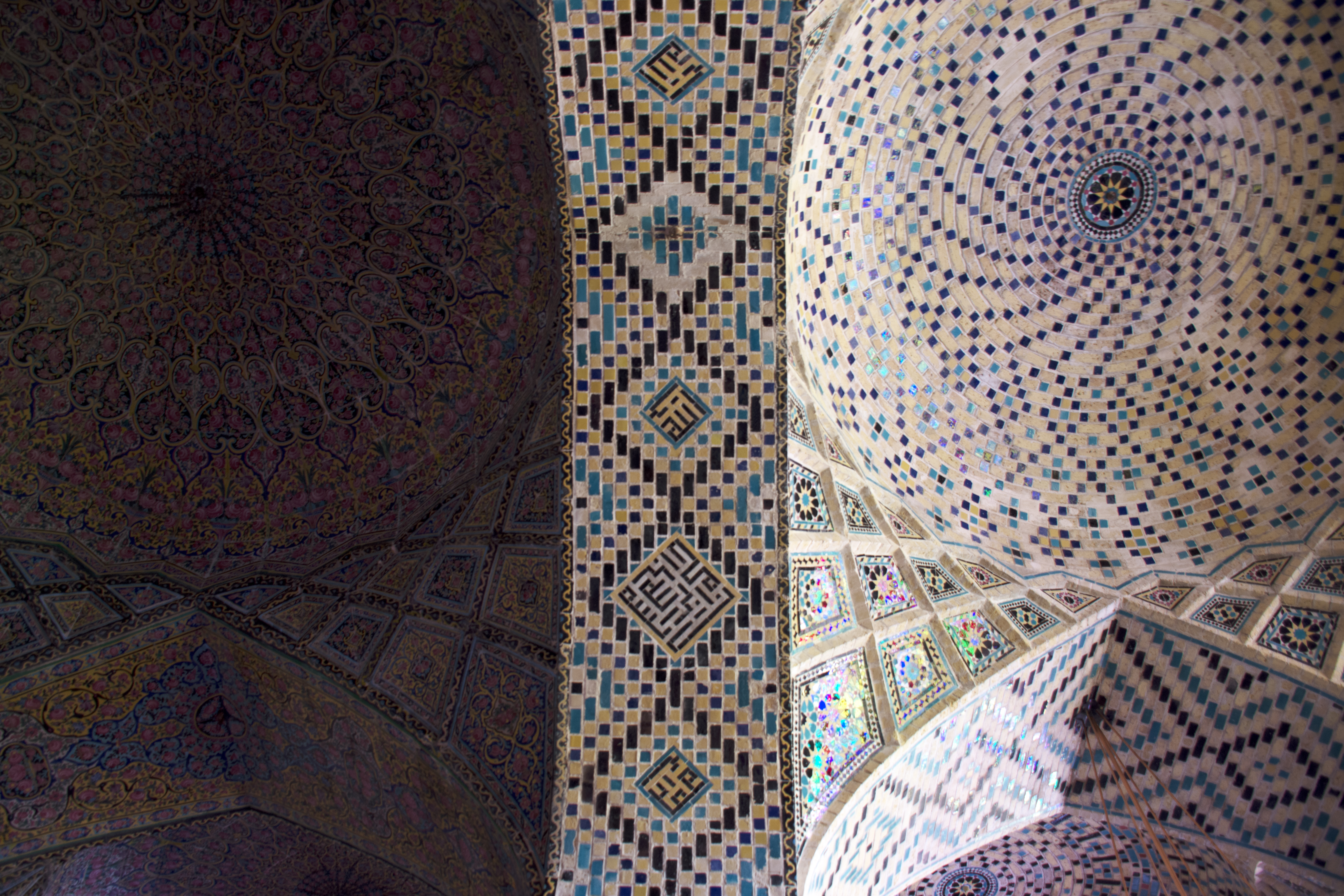
کاشی کاری متفاوت و بسیار زیبای مسجد نصیرالملک
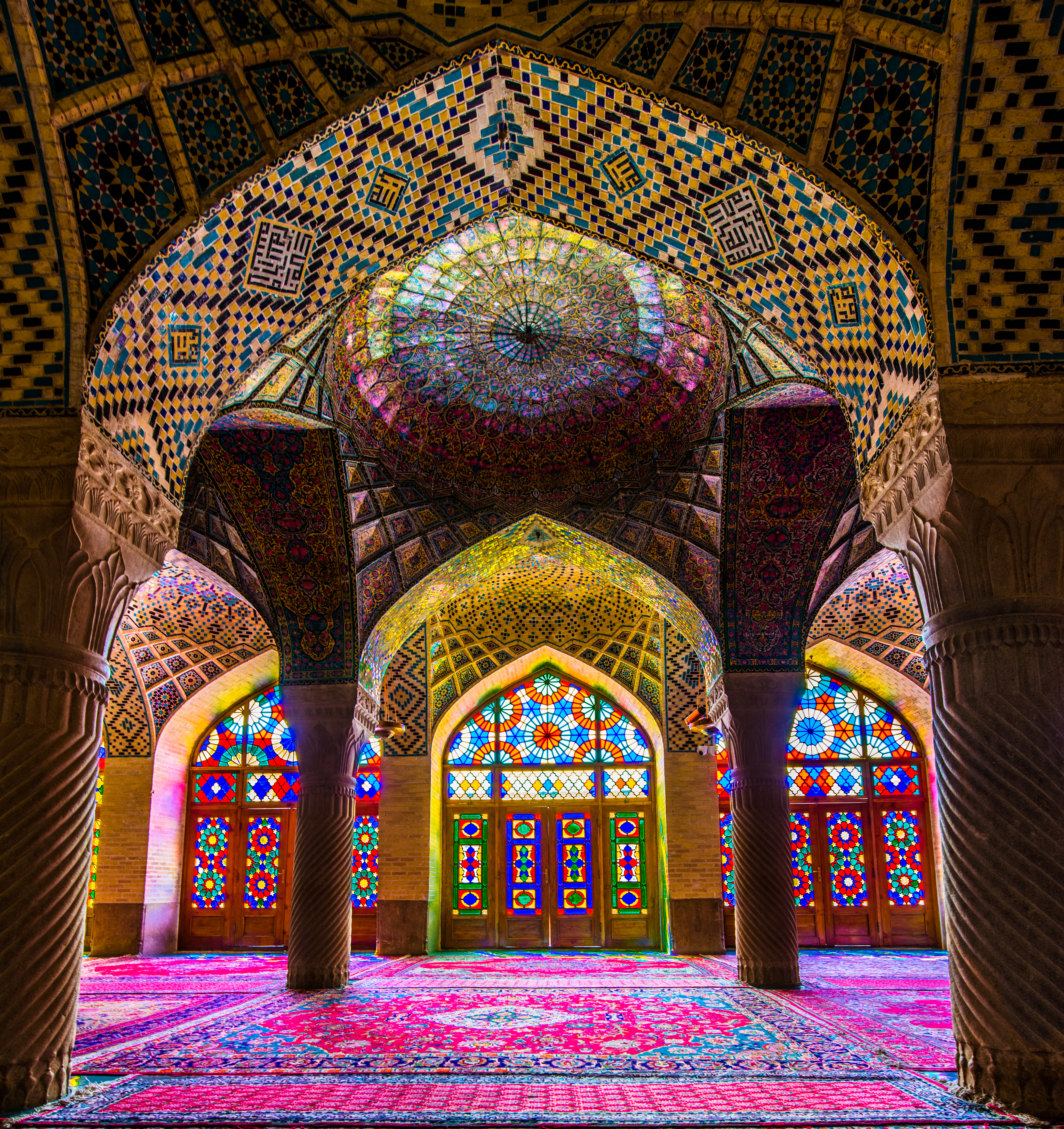
نمای داخلی مسجد